# Bretagne
Cet article a pour sujet la Bretagne en tant qu'entité historique, géographique et culturelle. Pour plus d'informations sur l'actuelle région administrative, voir Bretagne (région administrative). Pour les autres significations, voir Bretagne (homonymie) .
La Bretagne (/bʁətaɲ/  ; en breton : Breizh /ˈbrɛjs/ ; en gallo : Bertègn), nom dérivé du latin Britannia, est une région historique et culturelle du Nord-Ouest de la France, et une des six nations dites celtiques. La péninsule qu'elle occupe est située entre la Manche au nord, la mer Celtique et la mer d'Iroise à l'ouest et le golfe de Gascogne au sud. Elle forme ainsi le sommet Nord-Ouest de l'Hexagone français.
À la fin de l'Empire romain, elle connaît un afflux de population dû à une immigration, de Bretons insulaires dans une partie de l'ancienne Armorique, qui vont influencer durablement sa culture. Ceux-ci fondent un royaume éphémère au IXe siècle, qui devient ensuite un duché dépendant du royaume de France. Réunie à la couronne de France en 1532, elle intègre le domaine royal et devient une province française, jusqu'à sa partition administrative en 1790 en cinq départements : Côtes-du-Nord, Finistère, Ille-et-Vilaine, Loire-Inférieure et Morbihan.
Ses habitants sont les Bretons, que l'on parle de la région historique ou de la région administrative actuelle, nom dérivé du latin Britones. Son nom breton, Breizh (sans article ; prononcer [brɛjs] en breton unifié KLT, [brɛχ] en breton vannetais), est orthographié avec un « ZH » pour rassembler l'ancienne écriture existant pour le Nord et l'Ouest (Breiz) avec celle du Sud (Breih). Le mot « Bretagne », depuis le mot breton « Breizh », est ainsi couramment abrégé en « BZH ». En gallo, l'autre langue romane de Bretagne (outre le français et le poitevin), son nom est Bertègn (graphie ABCD et Aneit), Bertaèyn (graphie ELG) ou B·rtingn (graphie dominante en Ille-et-Vilaine de la graphie MOGA).
Le nom « région Bretagne » a été donné à la région administrative composée des quatre départements des Côtes-d'Armor, du Finistère, d'Ille-et-Vilaine et du Morbihan.
Le département de la Loire-Atlantique fait partie de la région Pays de la Loire ; la question de son rattachement à la région Bretagne fait l'objet de débats.

## Étymologie

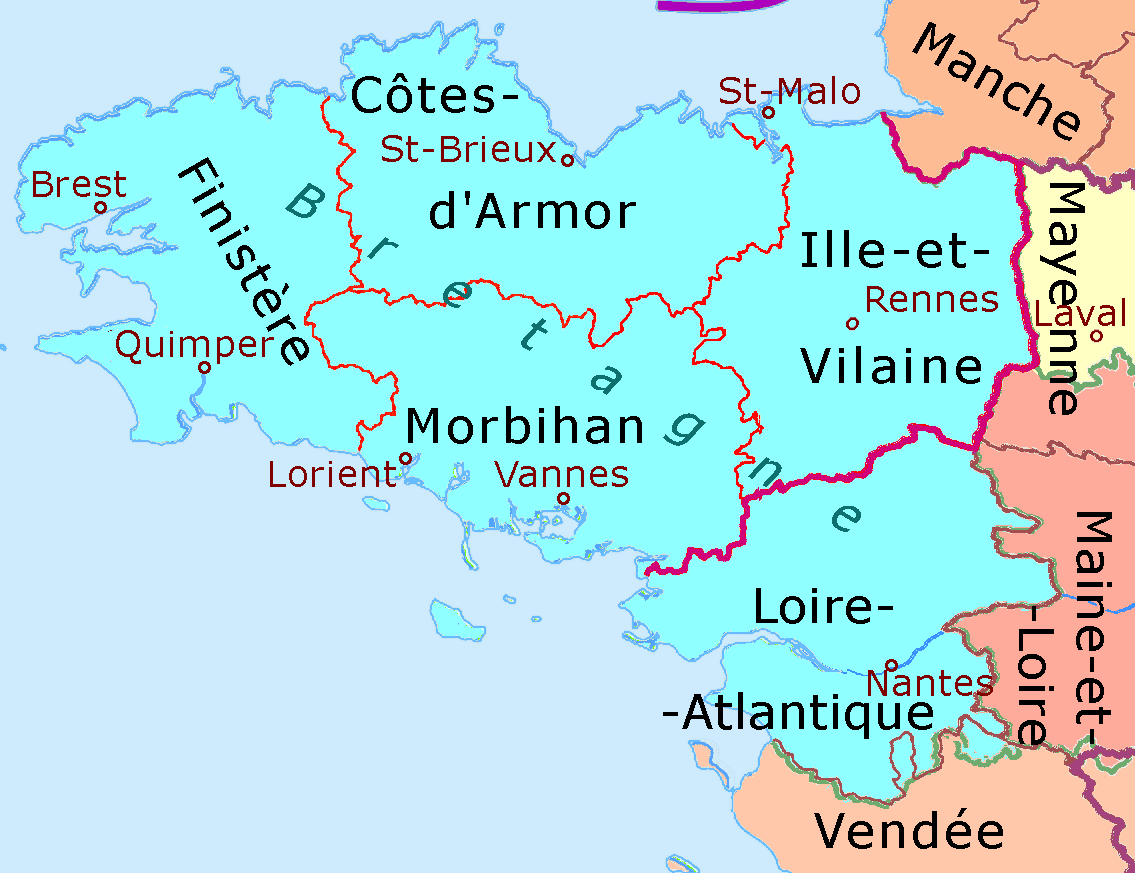
Carte de la Bretagne.

Le nom de Bretagne est issu du latin Brittania (parfois écrit Britannia). Ce mot fut utilisé dès le Ier siècle par les Romains pour désigner la Bretagne insulaire (Grande-Bretagne) et, plus précisément, la province romaine qui s'étendait du Sud de l'île jusqu'aux murs protecteurs du Nord (les murs d'Hadrien puis d'Antonin). Le terme latin procède lui-même du mot grec utilisé par le voyageur massaliote Pythéas pour désigner l'ensemble des îles du Nord qu'il visita aux alentours de 320 av. J.-C. (y compris peut-être l'Islande) : Πρεττανικη (Prettanike) ou Βρεττανίαι (Brettaniai). Au Ier siècle av. J.-C., Diodore de Sicile a introduit la forme Πρεττανια (Prettania), et Strabon a utilisé Βρεττανία (Brettania). Marcien d'Héraclée, dans son Periplus maris exteri (Périple de la mer extérieure) a évoqué des « îles prettaniques » (αἱ Πρεττανικαὶ νῆσοι).
Les habitants de Prittanike étaient appelés Πρεττανοι, Pritteni ou Prettani. L'étymologie du radical Prittan- (Brittan-) est obscure ; cependant, elle est probablement celtique. C'était peut-être celle utilisée par les Gaulois pour désigner les habitants des îles. C'est aussi la source du mot gallois Prydain (en moyen gallois Prydein) qui désigne la Bretagne (l'île de Bretagne). Un parallèle peut aussi être établi avec le terme Breifne qui se référait à un royaume d'Irlande au Moyen Âge.
Après la chute de l'Empire romain d'Occident et au fur et à mesure que des Bretons s'installèrent sur le continent en Armorique occidentale, à savoir l'Ouest de l'ancienne province romaine de Lyonnaise troisième, le nom de la terre britannique originelle des Bretons se substitua aux anciennes dénominations, sans toutefois remplacer totalement celui d'Armorique. Il s'imposa définitivement vers la fin du VIe siècle et peut-être même dès la fin du Ve siècle. Grégoire de Tours est le premier à parler de Bretagne (ou des Bretagnes) pour désigner la Bretagne continentale lors de la rédaction de ses Histoires entre 573 et 594. Par la suite, on parle de Britannia Minor ou de Britannia pour désigner le territoire sous le contrôle des Bretons.
Breizh, le nom breton de la Bretagne, vient, lui, d'un ancien Brittia.
Le terme Armorique est encore utilisé pour désigner la Bretagne, même s'il désignait à l'origine un ensemble beaucoup plus vaste. Il est probablement issu du gaulois aremorica qui signifie sans doute « proche de la mer ». L'analogie avec le breton ar mor (« mer ») est anachronique, mais est justifiée partiellement sur le plan étymologique, le terme désignant la mer, mor(i), étant identique en gaulois et en brittonique. Une troisième dénomination, Letauia (en français Létavie, en breton moderne Ledav, Ledaw), a été utilisée jusqu'aux XIe et XIIe siècles. Il procèderait d'une racine celtique signifiant « large et plat », « s'étendre », « déployer » et se perpétue dans le gallois Llydaw qui se réfère toujours à la Bretagne continentale.

## Histoire

### Préhistoire

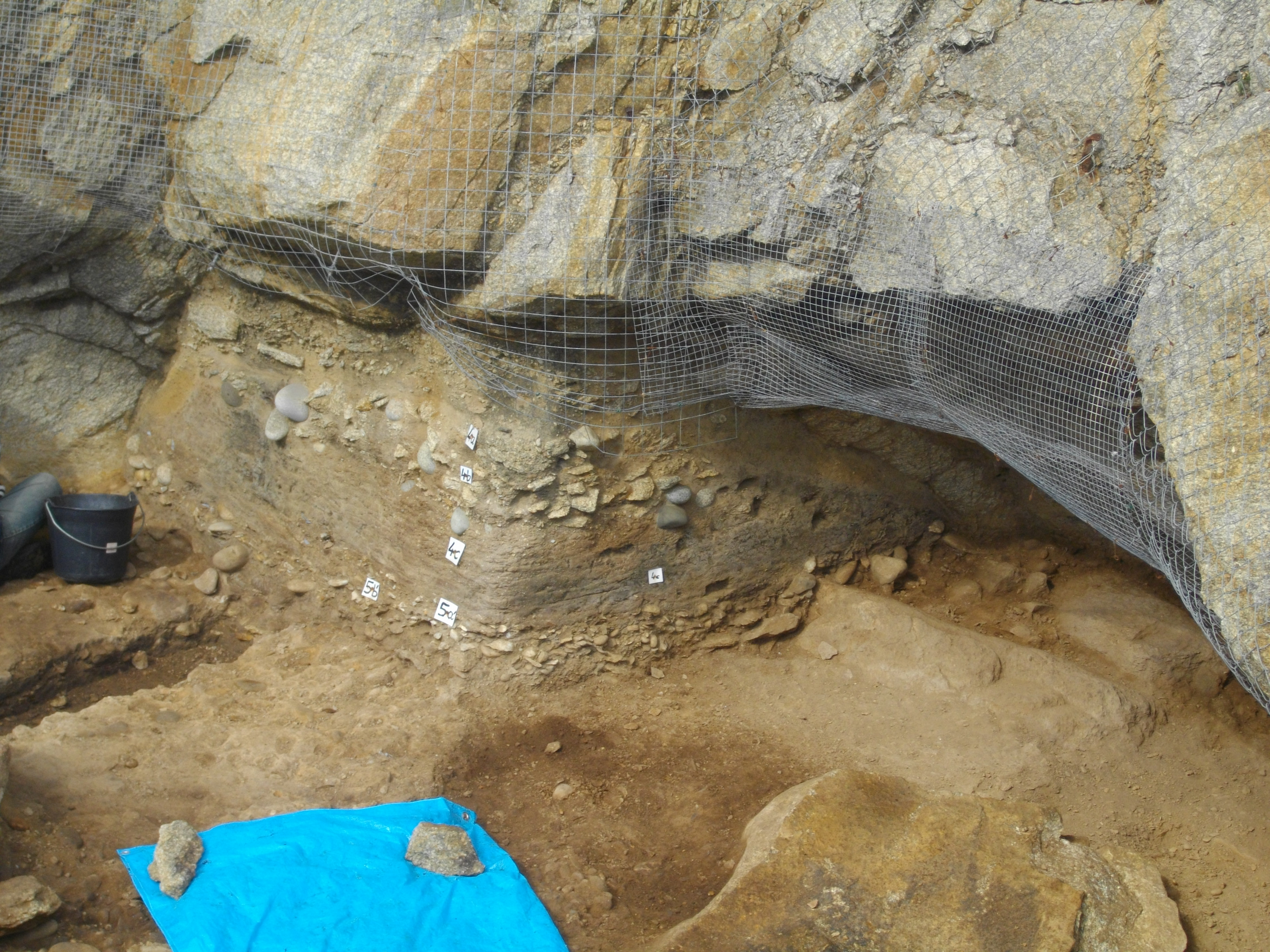
Fouilles archéologiques à Menez Dregan, sur la commune de Plouhinec (Finistère).

Les plus anciennes traces d'occupations ont été retrouvées dans la moyenne vallée de la Vilaine, identifiées sous la forme de galets aménagés dans une carrière située à Saint-Malo-de-Phily.
La Bretagne est peuplée par l'Homme dès le Paléolithique inférieur avec une population néandertalienne qui ne se distingue pas de celle du reste de l'Europe occidentale, et qui est sans doute peu nombreuse. Sa seule spécificité est l'existence d'un faciès particulier, le Colombanien, centré sur Carnac. Un des plus anciens foyers connus au monde, datant d'environ 450 000 ans, a été découvert à Menez Dregan à Plouhinec.
Les premiers Hommes modernes arrivent en Bretagne vers 35000 av. J.-C.[réf. souhaitée] et remplacent ou absorbent les Néandertaliens. Le Paléolithique supérieur est marqué par des industries de transitions, proches du Châtelperronien, sur la côte nord et par des industries plus classiques, de facture magdalénienne, au sud de la Loire, sans qu'on puisse savoir si la différence entre les deux est purement culturelle ou si elle reflète la persistance d'un réduit néandertalien.
Au Mésolithique, la Bretagne se couvre de forêts et est peuplée par des communautés relativement nombreuses, divisées en trois groupes régionaux[Lesquels ?]. Au Mésolithique récent s'amorce une tendance à la sédentarisation, notamment dans les sites de Téviec et d'Hœdic, avec peut-être un passage à l'élevage.
Apportée par des migrants venus du sud et de l'est, l'agriculture arrive en Bretagne au Ve millénaire av. J.-C. La néolithisation ne se traduit cependant pas par un remplacement de population. Les chasseurs-cueilleurs locaux adoptent les nouvelles techniques qui permettent l'émergence de sociétés complexes, notamment autour de l'actuel golfe du Morbihan.

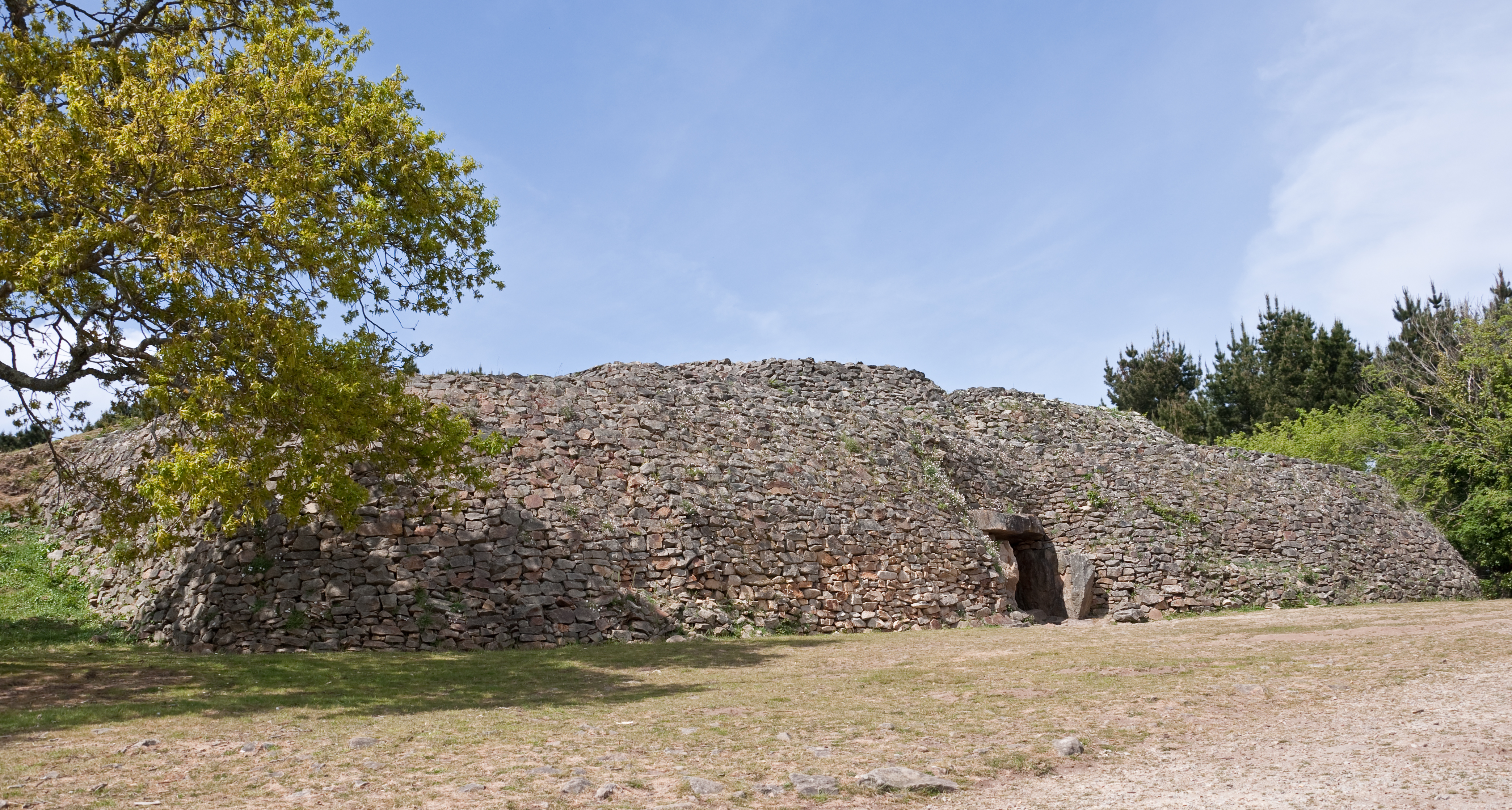
Cairn sur l'îlet de Gavrinis sur la commune de Larmor-Baden (Morbihan).

Cela se traduit par l'apparition d'une architecture mégalithique, d'abord des cairns, puis des tombes princières et des alignements. Le département du Morbihan concentre à lui seul de nombreux mégalithes dont le Grand menhir brisé d'Er Grah, plus grand monument transporté et érigé par les Hommes du Néolithique. Le site le plus connu est situé à Carnac.
Même si des influences de la culture de la céramique cordée se font sentir à la fin du Néolithique, la Bretagne présente une certaine continuité culturelle jusqu'au début de l'âge du bronze. Le campaniforme, très présent, semble ainsi s'intégrer aux traditions locales.

### Protohistoire celtique

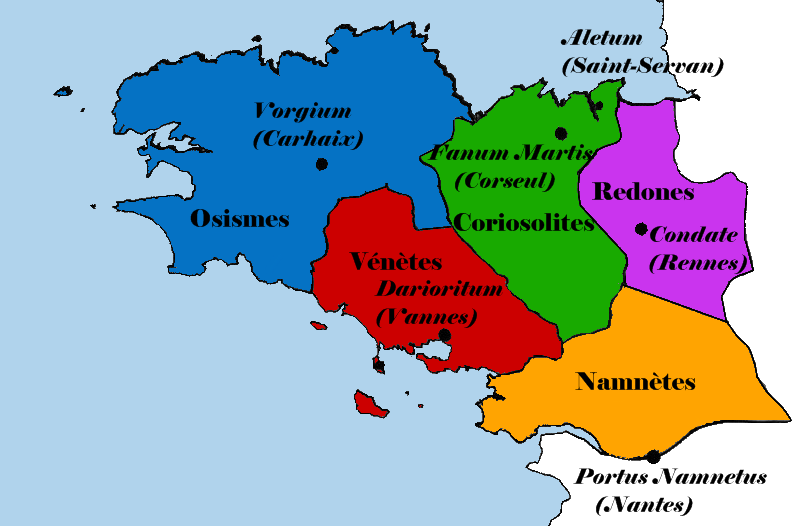
Carte des peuples gaulois de l'actuelle Bretagne :
Osismes
Vénètes
Coriosolites
Riedones
Namnètes

Au Ve siècle av. J.-C., la Bretagne est touchée par la seconde vague d'expansion celtique (civilisation de La Tène). Les Celtes imposent leur langue et leurs coutumes. Ils font découvrir le fer aux populations locales tandis que l'agriculture se développe. Le territoire breton est occupé par cinq peuples principaux, :
- les Coriosolites, dont le territoire se situe dans l'Est de l'actuel département des Côtes-d'Armor, l'Ouest de l'Ille-et-Vilaine et le Nord-Est du Morbihan et qui ont donné leur nom à la ville de Corseul ;
- les Namnètes, qui résident dans l'actuel département de la Loire-Atlantique, au nord de la Loire, dans la région des Pays de la Loire. Ils ont donné leur nom à la ville de Nantes ;
- les Osismes, qui sont localisés dans l'actuel département du Finistère et la partie ouest des Côtes-d'Armor et du Morbihan ;
- les Riedones, qui résident dans l'Est de l'actuel département d'Ille-et-Vilaine. Ils ont donné leur nom à la ville de Rennes ;
- les Vénètes, qui se situaient dans l'actuel Morbihan, apparentés au peuple du Gwynedd. Ils ont donné leur nom à la ville de Vannes (Gwened en breton).

On peut rajouter à ces peuples les Ambilatres, qui résident dans le Sud de la Loire-Atlantique et le Nord de la Vendée, mais leur localisation n'est pas certaine.
Ces peuples ont de fortes relations économiques avec les Celtes de l'île de Bretagne, notamment pour le commerce de l'étain. Selon Jules César, ces peuples armoricains comprennent « les Coriosolites, les Riedones, les Ambibarii, les Calètes, les Osismes, les Lémovices et les Unelles ». L'emploi du terme Lémovices résulte sans doute d'une erreur pour Lexoviens. Ces peuples recouvrent un territoire bien plus large que la Bretagne actuelle allant de l'estuaire de la Loire à celui de la Seine, bien que les Calètes se situent directement au nord de l'estuaire de ce fleuve. Une vaste portion de côte entre les Lexoviens et les Unelles est occupée par le peuple armoricain des Badiocasses que César ne mentionne pas.

### Antiquité gallo-romaine

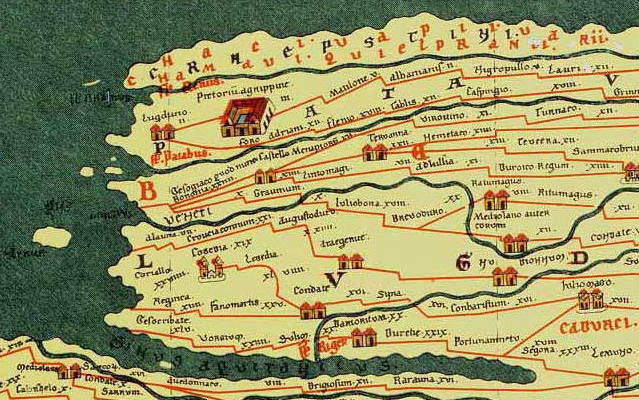
L'Ouest de la Gaule romaine sur la table de Peutinger.

La conquête romaine en 56 avant J.-C. bouleverse la société. Les peuples de la péninsule armoricaine forment désormais cinq cités, toutes dotées d'un chef-lieu créé par le nouveau pouvoir : Carhaix pour les Osismes ; Vannes pour les Vénètes ; Corseul pour les Coriosolites ; Nantes pour les Namnètes ; Rennes pour les Riédons. Parcourue par un réseau routier et desservie par les voies maritimes, la région s'insère dans les circuits commerciaux de l'Empire. La péninsule bénéficie de la paix romaine. La romanisation est partielle puisque la langue gauloise et les anciennes traditions religieuses sont en partie conservés. Les divinités celtiques sont intégrées au panthéon romain.
Le territoire de la future Bretagne, comme toute l'Armorique, est conquis par les Romains lors de la guerre des Gaules au Ier siècle de notre ère. La romanisation de l'Armorique s'étala sur trois siècles, avec le développement des routes, villae, ainsi que de la séductions des notables et élites. Cette romanisation amènera aussi la religion romaine nul sans difficultés,[pas clair] c'est donc un syncrétisme religieux qui se produisit, les dieux Jupiter et Mercure sont assimilés au divinités locales, Taranis pour Jupiter par exemple.

### Migration bretonne et fondation de la Bretagne continentale
À partir du Ve siècle, des populations fuyant les désordres régnant sur l'actuelle Grande-Bretagne, débarquent en Armorique. Les Bretons apportent leur langue tandis que leur clergé – les « saints » – se charge de la christianisation des populations.
À la fin du Ve siècle, les Bretons de l'île de Bretagne (Grande-Bretagne actuelle) migrent en Armorique occidentale avec leurs coutumes et leur langue, leur présence étant organisée antérieurement pour la défense de l'Empire romain face aux migrations germaniques. Cette période est celle de la légende des Sept saints fondateurs de la Bretagne : la Bretagne aux neuf diocèses est créée et perdure jusqu'à la révolution.
La thèse selon laquelle cette migration aurait eu pour cause la pression des envahisseurs anglo-saxons a pour origine le De excidio de Gildas. On sait aujourd'hui que ces causes sont multiples car ancrées dans le contexte de l'époque, comme le notent André Chédeville et Hubert Guillotel : « Finalement, les causes de l'émigration sont complexes. À côté de l'émigration organisée, à caractère militaire, peu nombreuse, mais qui ouvrit la voie aux autres, il faut tenir compte de celle qui fut engendrée par l'insécurité, due pendant longtemps aux Irlandais, puis, plus tard, aux Saxons. Il ne faut pas négliger non plus l'impact des guerres civiles qui déchiraient les Bretons, dont Gildas s'est fait l'écho et dont il faudrait savoir si leur origine était purement politique. »
Les Bretons donnent leur nom à cette région, longtemps appelée Petite Bretagne ou Bretagne continentale, par opposition à leur île d'origine.

### Moyen Âge

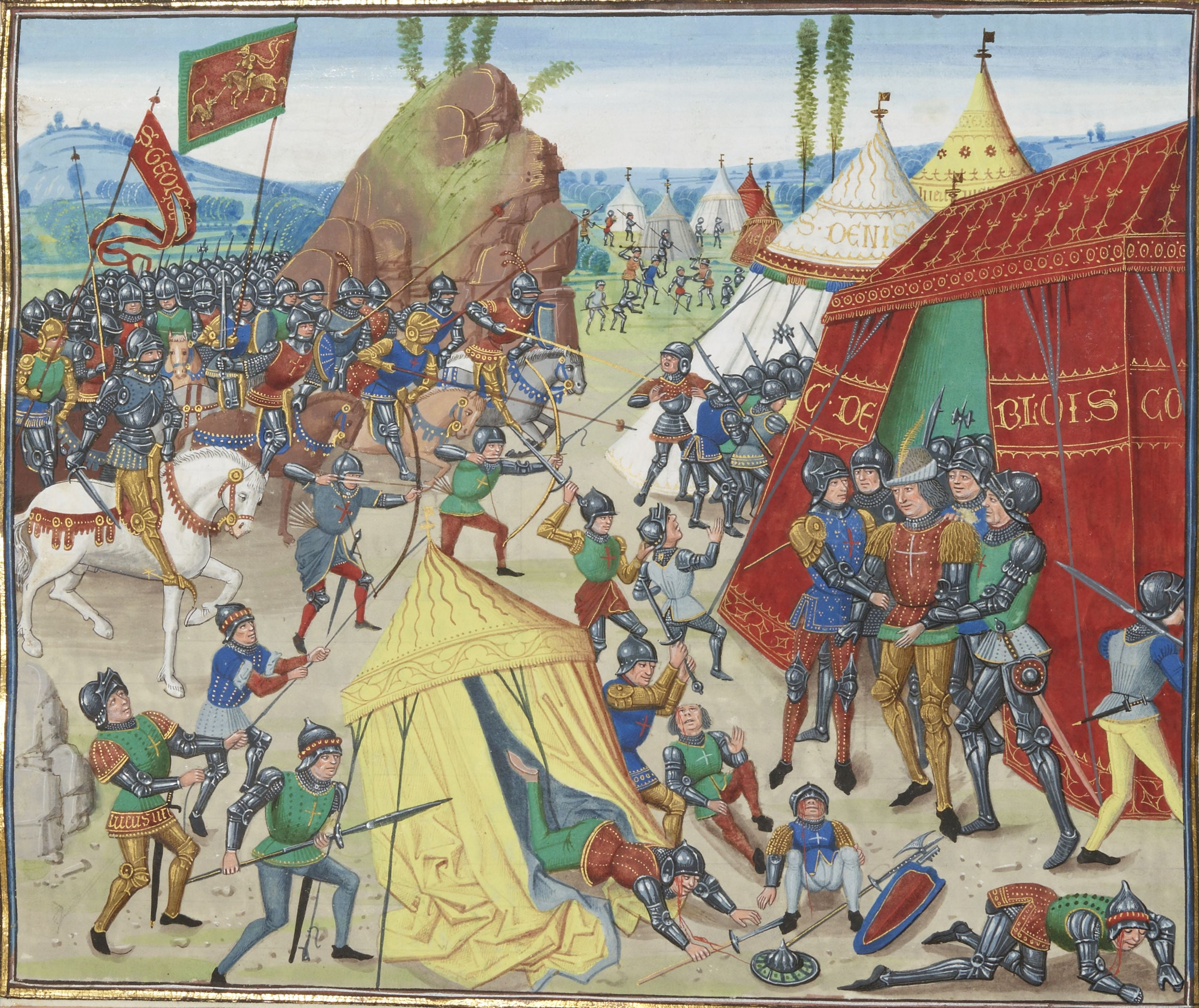
Bataille de la Roche-Derrien pendant la guerre de Succession de Bretagne.

D'après l'hagiographie bretonne, la Bretagne du haut Moyen Âge était divisée en deux, puis trois royaumes — la Domnonée, la Cornouaille et le Broërec (initialement appelé Bro Waroch) — qui furent réunis sous l'autorité de rois puis des ducs de Bretagne au IXe siècle.
Nominoë, souverain de Bretagne de 845 à 851, est à l'origine de la naissance d'une Bretagne unifiée et indépendante, d'où le qualificatif de père de la Patrie (Tad ar Vro en breton) qu'Arthur de La Borderie lui attribue en 1898.
Cette Bretagne s'érige au IXe siècle sous le roi Erispoë, fils de Nominoë en un royaume unifié : le royaume de Bretagne. Le traité d'Angers, en septembre 851, en définit les limites. Le traité d'Angers vole en éclats sous le roi Salomon qui repart en guerre contre Charles II le Chauve aux prises avec les vikings. Grâce aux conquêtes du roi Salomon, au traité d'Entrammes (863) et de celui de Compiègne (867), la Bretagne atteint alors son extension maximale et comprend l'Avranchin, le Cotentin, les îles Anglo-Normandes, une bonne partie du Maine et de l'Anjou. Après l'assassinat de Salomon, par Gurwant et Pascweten, en 874, la monarchie bretonne connait une crise ; ces derniers se partagent le Royaume et font appel à des mercenaires vikings.
Le royaume est déstabilisé par les occupations et les incursions vikings au début du IXe et Xe siècles,.
La Bretagne perd ses dernières conquêtes sur l'Anjou, le comté du Maine et la Neustrie. En 909, à la suite de la mort d'Alain Ier le Grand, roi de Bretagne, Foulque Ier d'Anjou reçoit le comté de Nantes (comté qui avait définitivement acquis le pays de Retz sur le Poitou). Ce dernier est repris aux vikings par le duc Alain II de Bretagne en 937.
Dès la fin du XIIIe siècle (et bien avant l'union du duché de Bretagne au royaume de France), l'administration ducale abandonne le latin au profit du français, sans passer par le breton. Jusqu'au XIIIe siècle, les actes administratifs et juridiques sont rédigés en latin, puis le français concurrence le latin dans les actes de la chancellerie,.
Reconstituée par le duc Alain II de Bretagne, dit Barbetorte, après la bataille de Trans en 939, puis par ses successeurs, la Bretagne est un duché qui reprend globalement les limites du traité d'Angers.
En Bretagne, les ducs continuent d'exercer les prérogatives royales de leurs prédécesseurs et maintiennent des alliances, tant avec la famille royale française qu'avec la famille royale anglaise, par des mariages le plus souvent avec des princesses de noblesses respectives. La Bretagne constitue un fief, ou un arrière-fief, du royaume de France ou du royaume d'Angleterre — hommage rendu au roi de France (942), puis aux comtes d'Anjou ou de Blois, aux rois d'Angleterre et ducs de Normandie (de 1030 à 1200), de nouveau au roi de France à partir de 1203 (avec Guy de Thouars), puis aux rois d'Angleterre de 1341 à 1396,.

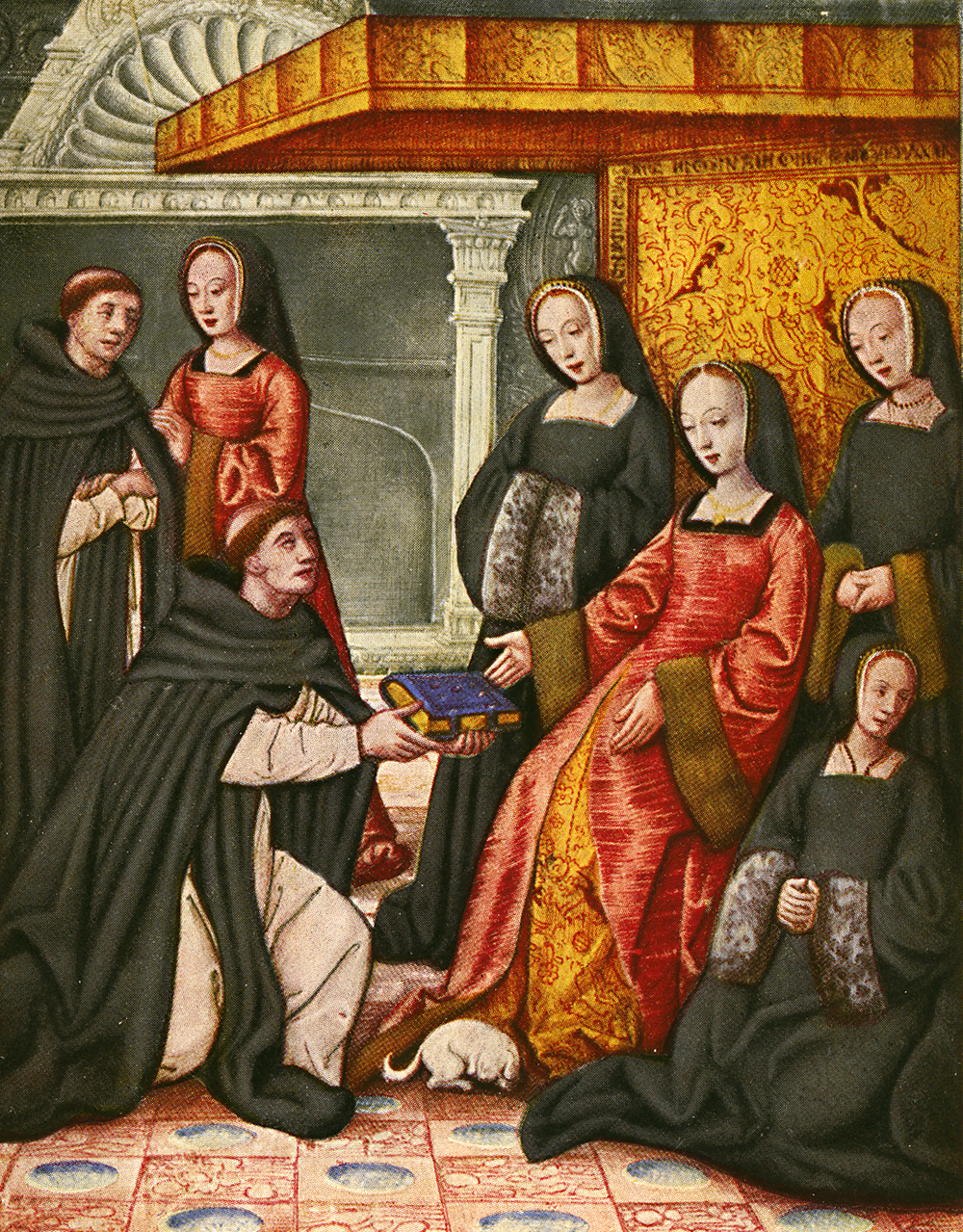
Anne de Bretagne.

Dans le jeu de liens féodaux, la Bretagne devient un enjeu important entre le roi d'Angleterre (qui revendique le trône de France) et le roi de France. Les relations entre le duché et ses voisins dépendent essentiellement des rapports personnels qu'entretiennent leurs chefs. La politique des ducs de Bretagne est alors souvent menée de manière indépendante, mais parfois dominée par le roi d'Angleterre et parfois par le roi de France. Les ducs de Bretagne, profitant des difficultés du pouvoir royal face aux grands féodaux, entretiennent une indépendance politique vis-à-vis du roi de France, notamment à partir des XIVe et XVe siècles avec l'avènement de la dynastie des Montfort. Cette politique d'émancipation atteint son point culminant sous le règne de François II de Bretagne avec l'expulsion de l'administration royale.
À la suite de la révolte de grands féodaux contre le pouvoir royal lors de la guerre folle, François II, duc de Bretagne, subit d'importantes défaites militaires en 1488 (bataille de Saint-Aubin-du-Cormier). Le traité de Sablé dit « traité du Verger » est signé par Charles VIII, roi de France, et François II, duc de Bretagne, le 19 août 1488. Il stipule que le duc ne peut marier ses filles, dont l'une est héritière du duché, sans l'accord du roi de France. L'historien américain Eugen Weber pointe en ces termes les conséquences de la défaite de Saint-Aubin-du-Cormier : « Après l’union forcée avec la France, les villes bretonnes furent envahies par des Français qui écrasèrent ou même remplacèrent les commerçants locaux, francisèrent les gens qu’ils employaient ou touchaient d’une autre façon. Les ports du roi comme Lorient ou Brest, étaient des villes de garnison en territoire étranger et le terme de colonie était fréquemment employé pour les décrire ».
La guerre reprend pour une durée de trois ans sur le prétexte du non-respect des clauses du traité lors du premier mariage d'Anne de Bretagne, jusqu'à ce qu'en décembre 1491, Charles VIII épouse Anne de Bretagne. Le roi de France affermit son autorité sur la Bretagne.

### Époque moderne
En 1532, l'union perpétuelle entre le Duché et le Royaume est sollicitée à Vannes par des États de Bretagne. Dans la foulée, François Ier fait publier au parlement de Bretagne l'édit royal qu'il signe au Plessis-Macé et qui garantit à la province certains privilèges (législation et impôts spécifiques). Ces privilèges persistent jusqu'à la Révolution française ; ils sont abolis durant la nuit du 4 août 1789 au même titre que ceux des communes, des corporations, de la noblesse, du clergé et ceux propres à toutes les provinces du Royaume.
La période du XVe au XVIIIe siècle est considérée comme la période la plus faste de la Bretagne qui est alors placée au cœur des routes commerciales maritimes les plus actives entre l'Espagne, l'Angleterre et la Hollande, et qui profite surtout du développement du premier empire colonial français en Amérique et aux Indes (création de la ville de « L'Orient » devenue « Lorient »). Les toiles de chanvre et de lin noyales, crées, bretagne ou olonnes symbolisent l'essor de cette période qui permet le financement d'un impressionnant patrimoine architectural. L'hôtel de la monnaie de Rennes est alors le premier de France. Le colbertisme, avec la création de manufacture dans d'autres provinces du Royaume, et les conflits avec l'Angleterre, soucieuse de limiter les flottes des nations continentales, entraînent une récession qui culmine à la fin du XIXe siècle.
La Bretagne est divisée en comtés (Cornouaille, Léon, Broërec, Tréguier, Penthièvre, Porhoët, Nantais, Rennais, etc.) puis en huit baillies qui évoluent en quatre présidiaux, eux-mêmes divisés en sénéchaussées. Elles sont aussi divisées en neuf évêchés (Broioù ou Eskopti en breton).

#### Les projets de départementalisation

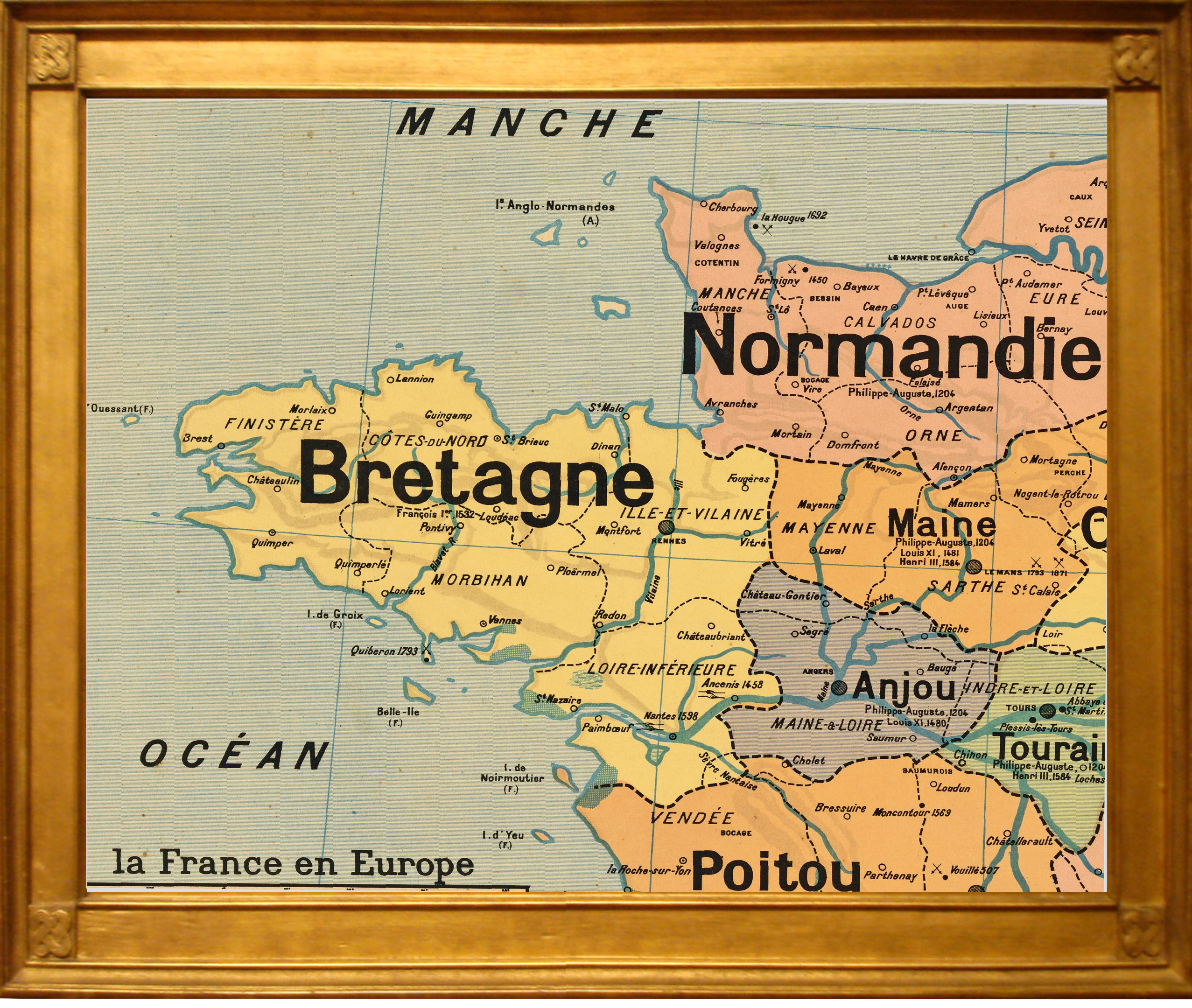
Bretagne en 1789 (avant sa division en cinq départements) : Côtes-du-Nord (aujourd'hui Côtes-d%27Armor), Finistère, Ille-et-Vilaine, Loire-Inférieure (aujourd'hui Loire-Atlantique) et Morbihan.

Durant la Révolution française, les privilèges des provinces sont abrogés dans la nuit du 4 août 1789. La Bretagne cesse d'exister en tant qu'entité administrative lors de la départementalisation.
Le premier projet débute le 29 septembre 1789 où un quadrillage partage la province en divisions parfaitement égales de dix-huit lieues de côté (soixante-douze kilomètres), divisé en neuf districts, eux-mêmes divisés en neuf cantons. Le but de cet aménagement territorial est de mieux contrôler ces entités à faible population afin de ne pas entraver le pouvoir central.
Un deuxième projet est discuté le même jour pour une Bretagne à cinq départements. L'Ille-et-Vilaine est amputée de l'Est du district de Vitré et de La Guerche, de Redon et de Montfort, mais annexe Dinan et Châteaubriant. Les Côtes-du-Nord se voient retirer Loudéac au profit du Morbihan et le Finistère intègre Le Faouët et Gourin.
Un troisième projet d'une Bretagne à six départements voit le jour en décembre 1789, avec les délimitations suivantes :
- Finistère Nord : Brest, Lannion, Lézardrieux, Plounévez-Quintin, Carhaix-Plouguer ;
- Finistère Sud : Plougastel-Daoulas, Rostrenen, Guidel, Pointe du Raz ;
- Côtes-du-Nord − Ille-et-Vilaine Nord : Paimpol, Saint-Brieuc, Saint-Malo, Dol, Les Forges, Corlay ;
- Ille-et-Vilaine : Fougères, Vitré, Rennes, Redon, Châteaubriant, Sainte-Anne-sur-Vilaine, Ploërmel, Lanouée ;
- Morbihan : Langon, Pontivy, Lorient, Vannes ;
- Loire-Inférieure : limites actuelles, excepté Châteaubriant.

Ainsi, Saint-Malo est le chef-lieu de son département.
Finalement, la départementalisation définitive est appliquée le 26 février 1790 en cinq départements : Côtes-du-Nord (devenues Côtes-d'Armor en 1990), Finistère, Ille-et-Vilaine, Loire-Inférieure (rattachée en 1956 aux Pays de la Loire et devenue Loire-Atlantique en 1957) et Morbihan.
C'est sur un exemplaire d'une carte de Bretagne, dessinée par le géographe Jean-Baptiste Ogée, en 1771, que les députés bretons délimitent et approuvent la création des cinq nouveaux départements.

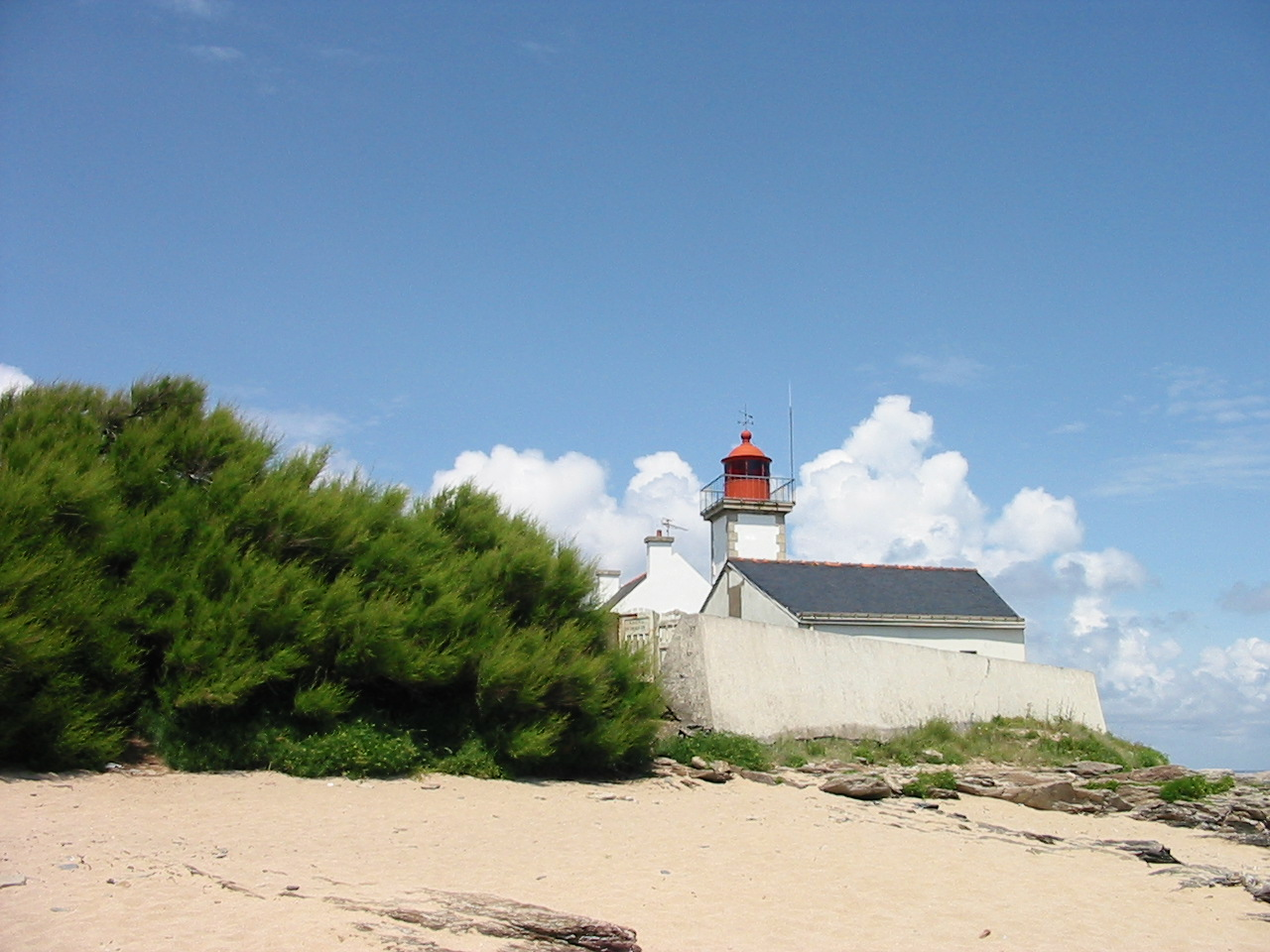
Le phare de la pointe des Chats sur l'île de Groix (Morbihan).

#### La partition administrative de la Bretagne
Un décret du 5 avril 1919 d’Etienne Clémentel, ministre du Commerce et de l’Industrie de Georges Clemenceau, instaure 15 groupements d’intérêts régionaux autour des principales chambres de commerce. Dans ce découpage, les villes de Rennes et Nantes ont toutes les deux leur propre groupement, ce qui entraine la partition administrative de la Bretagne.
Sous le gouvernement de Vichy, le découpage de la France en « provinces », défini par le Conseil national en août 1941, établit une province de Bretagne en cinq départements, dont les limites suscitent un arbitrage du maréchal Pétain, mais qui n'a guère d'existence effective. Ces découpages sont abolis à la Libération : les préfets régionaux disparaissent en mars 1946.
En 2018, la ville s'engage à créer une instance demandant à l’État l’organisation d’une consultation citoyenne sur la réunification. En février 2021, le conseil municipal de Nantes a adopté un vœu demandant à l’État d’organiser une consultation citoyenne sur le rattachement de la Loire-Atlantique à la Région Bretagne. Au total, une trentaine de collectivités ligériennes et bretonnes ont adopté des vœux similaires.
En 2024, un rapport co-commandé par la Région Bretagne et le Département de Loire-Atlantique confirme qu’un rattachement n’impacterait pas le fonctionnement du Département puisque ses compétences et son périmètre d’action n’évolueraient pas, à la différence de la Région Bretagne.
L'opinion publique semble y être favorable : l'analyse des résultats des 13 sondages réalisés sur le sujet depuis 25 ans suggèrent que 65 % des personnes interrogées souhaitent cette réunification (seuls les autres départements des Pays de la Loire — hors Loire-Atlantique donc — y seraient défavorables). Cependant quelques autres sondages donnent des résultats divergents et nuancent ce constat.
Plusieurs associations militent pour le retour à la Bretagne de la Loire-Atlantique. Il y a B5, Comité pour l’unité administrative de la Bretagne,, « Bretagne-Europe », « Breizh 5/5 », « À la Bretonne ! »,,.
Le CELIB (Comité d'étude et de liaison des intérêts bretons), créé en 1950 sous la houlette du journaliste Joseph Martray, influe sur la création d'une reconnaissance des régions dans un cadre européen. Sous le gouvernement d'Edgar Faure en 1956, la création des « régions de programme » fait alors renaître la région Bretagne. Basé sur des considérations techniques, économiques et politiques, mais en rien historiques, ce redécoupage créé une région administrative appelée Bretagne avec seulement quatre départements, la Loire-Inférieure étant rattachée à la région des Pays de la Loire. La loi de régionalisation de 1972 prévoit qu'avant le 1er avril 1973, les conseils généraux peuvent saisir le gouvernement de propositions tendant à la modification des limites ou du nom des régions. Toutefois l'unanimité des conseils généraux est nécessaire. Or, pour conserver une bonne centralité à la ville de Nantes, le conseil général de la Loire-Atlantique demande, en 1973, que les régions de la Loire-Atlantique et de Bretagne soient unifiées. Tenant le même raisonnement pour Rennes, le conseil général d'Ille-et-Vilaine demande l'intégration de la Loire-Atlantique et de la Mayenne. Le conseil général de la Vendée opte pour le statu quo ; celui de la Sarthe veut son rattachement à la région Centre ; celui du conseil général de Maine-et-Loire réclame la création d'une région Val-de-Loire, alors que les départements des Côtes-du-Nord et du Finistère, demandent une région correspondant à la Bretagne historique.

## Géographie

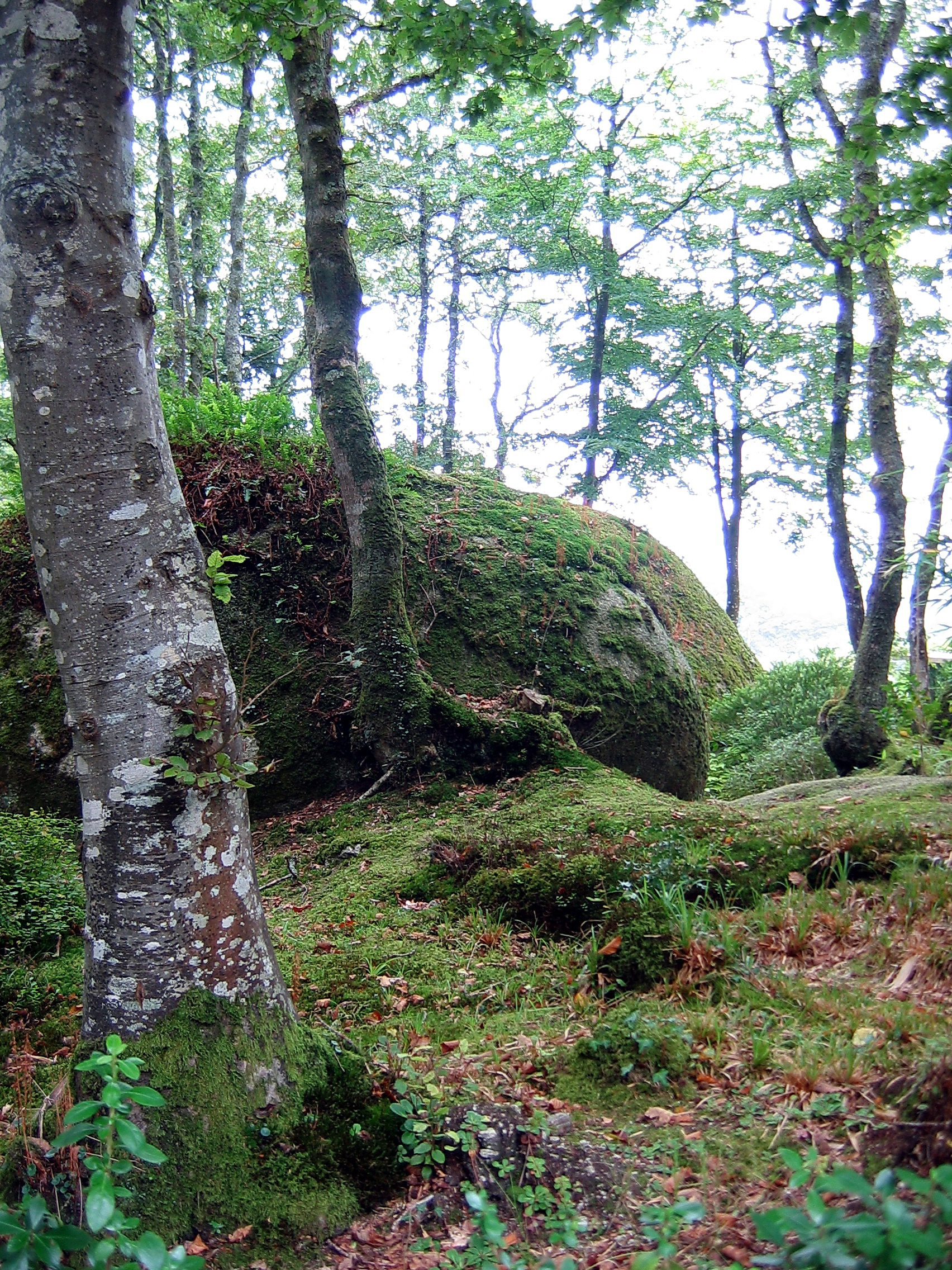
La forêt de Huelgoat.

La Bretagne est la région française qui bénéficie de la plus grande longueur de côtes. De Cancale à Pornic, le littoral se déroule sur 1 100 km, mais il double sa longueur si l'on inclut les nombreuses îles. On distingue traditionnellement les régions côtières (Armor ou Arvor) des régions de l'intérieur (Argoat).
Bien que peu élevé, le relief est très marqué dans les zones rocheuses, plus doux dans les zones limoneuses de l'Est et du Sud.

### Climat
Le climat océanique est extrêmement doux, spécialement le long des côtes, avec des différences de températures entre l'été et l'hiver d'environ 15 °C. Cependant ces différences de températures varient en fonction de la proximité du littoral. Le vent de nord-ouest (noroît en français, gwalarn en breton) domine dans le Nord. En dépit des préjugés, le climat breton n'est pas mauvais. Si les jours de précipitations sont un peu plus fréquents que dans la moyenne française, les cumuls eux (bien que variables notamment selon que la région soit côtière ou non) sont similaires au niveau national. Les monts d'Arrée, malgré un relief peu marqué, sont à distinguer puisque les précipitations augmentent sensiblement. Sur le littoral sud, de Lorient à Pornic, l'ensoleillement annuel est supérieur à deux mille heures par an. En comparaison, à l'Ouest de la région, Brest se classe régulièrement parmi les grandes villes les moins ensoleillées de France, avec à peine plus de mille cinq cent heures par an.

### Paysage
La végétation est abondante. Autrefois, la Bretagne était un pays de bocage ; la réorganisation des parcelles dans les années 1960 (le remembrement) a éliminé une grande partie des haies bordant les champs, permettant de moderniser l'agriculture mais entraînant un lessivage de la couche superficielle des champs. Ce remembrement s'est fait à plus basse échelle que dans de nombreuses plaines céréalières de la France (Beauce, Champagne…).
Les Côtes-d'Armor, le Finistère, l'Ille-et-Vilaine et le Morbihan forment la quatrième région la plus touristique de France ; ils disposent de nombreux sites naturels, notamment en Armor (« le bord de mer ») : 2 730 kilomètres de littoral où se côtoient des dunes battues par le vent, des falaises à pic qui se jettent dans l'océan, des estuaires servant de refuges aux poissons, mollusques ou oiseaux, des marais salants, des cordons de galets.
À l'intérieur des terres, l'Argoat (« les bois »), landes, tourbières, bocages et forêts dessinent des paysages variés.

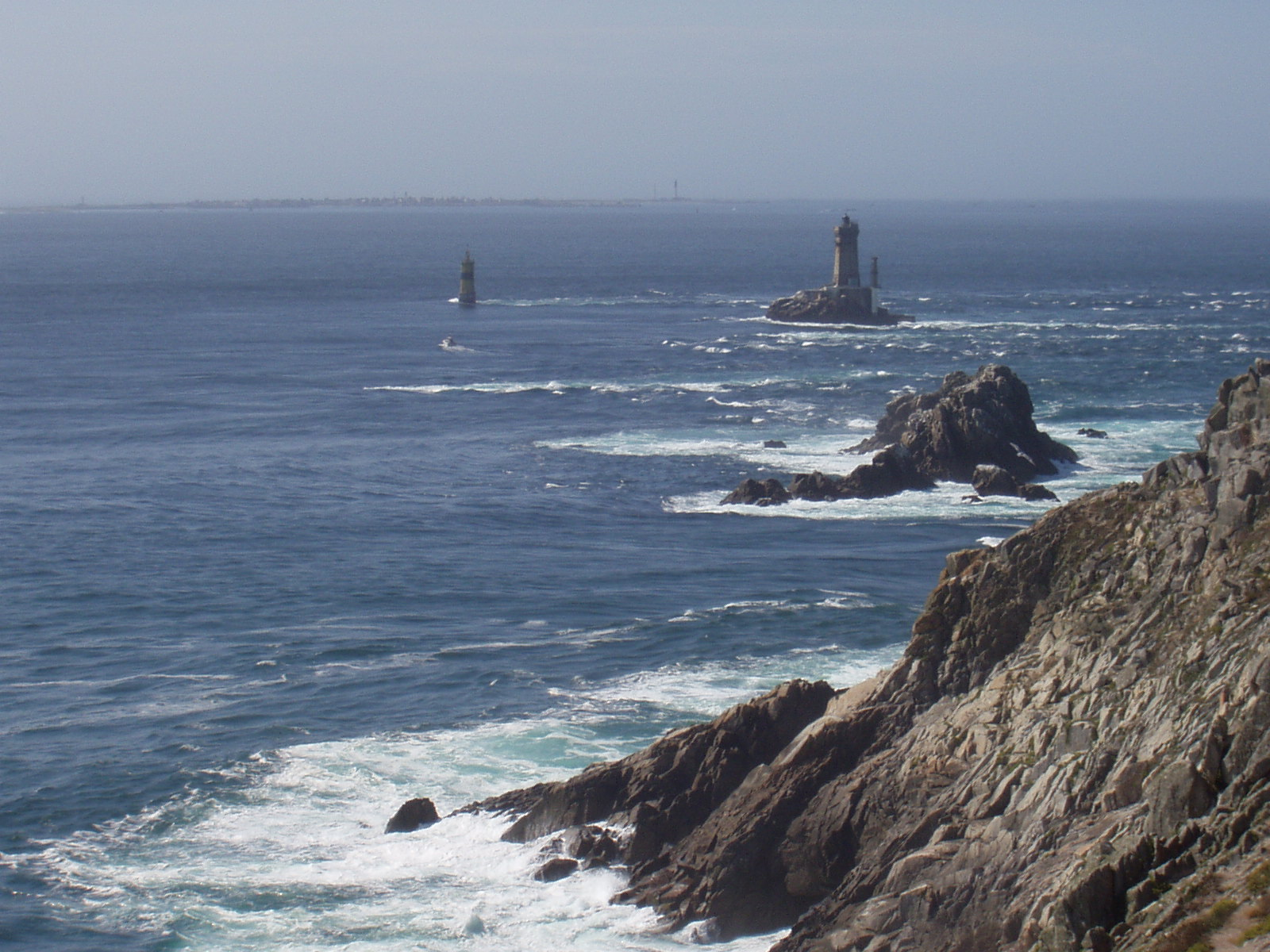
Pointe du Raz (29).
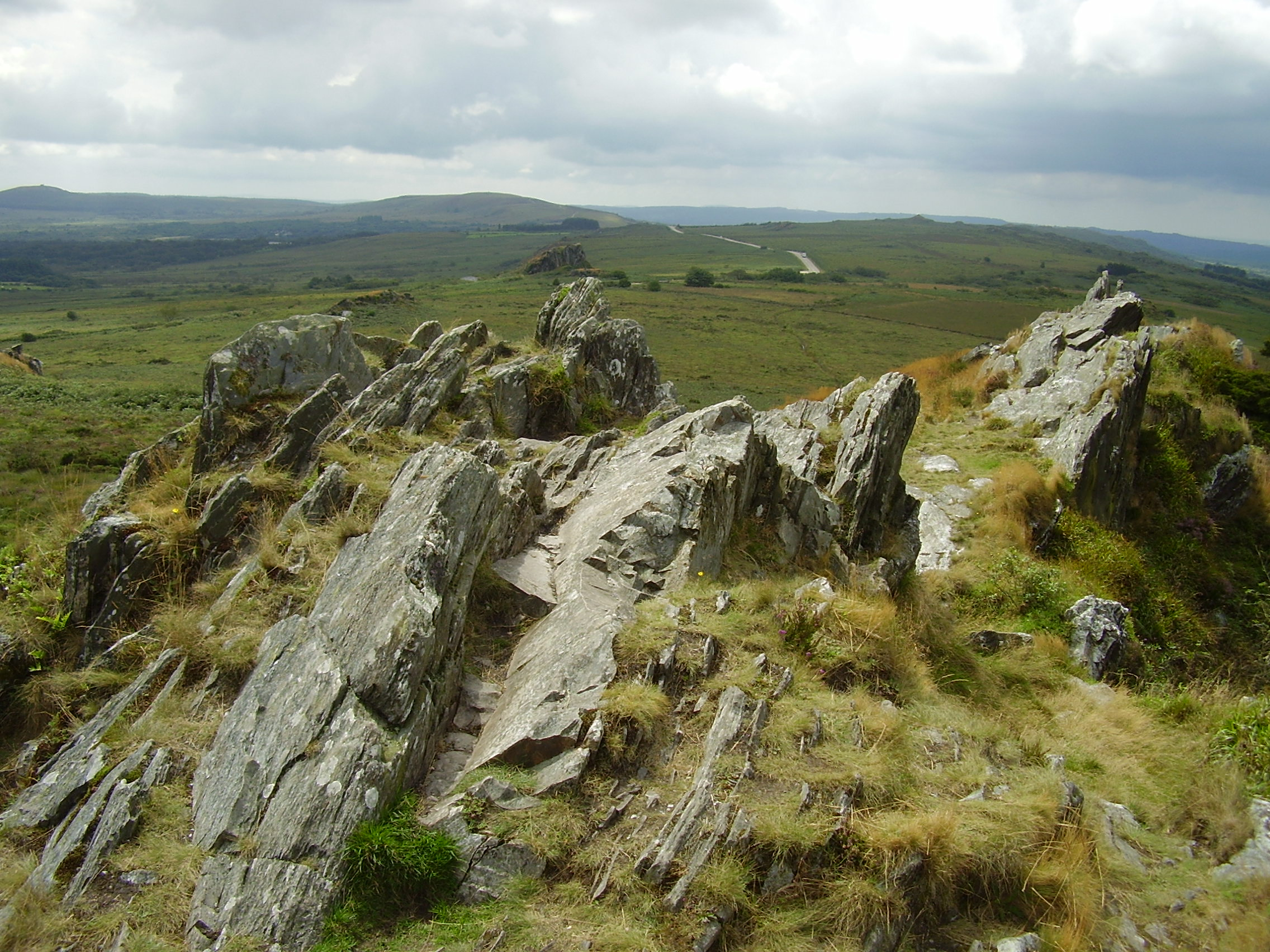
Roc'h Trevezel (29).
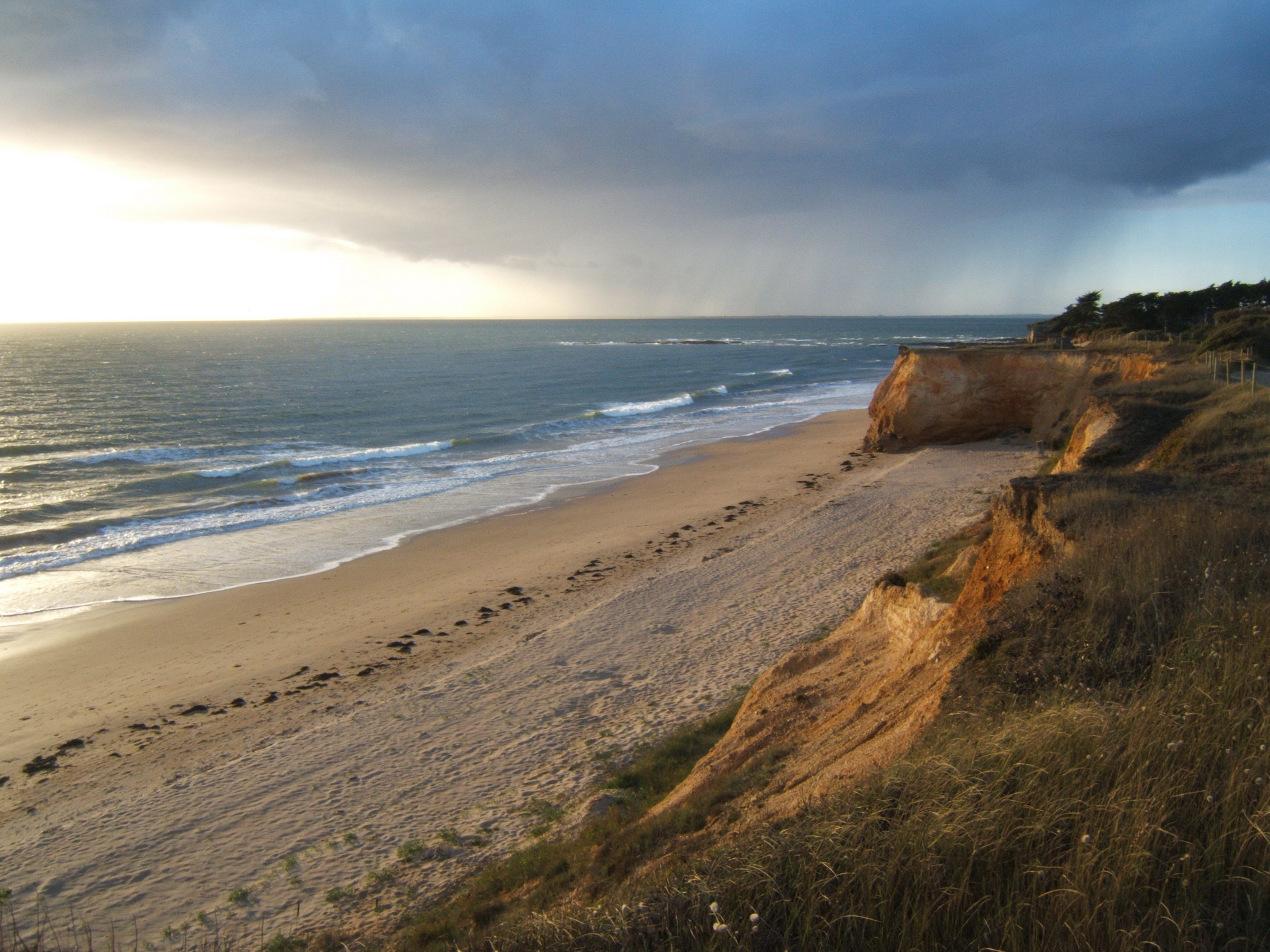
Plage de Pénestin (56).

### Démographie
Au 1er janvier 2021, 3 394 600 personnes habitent en Bretagne. Avec une croissance moyenne de 0,5 % par an entre 2015 et 2021, la population de la Bretagne augmente à un rythme légèrement supérieur à la moyenne nationale. Ce dynamisme démographique est porté par les arrivées dans la région ; le solde naturel est quasi nul. En Bretagne, la fécondité est très proche de la moyenne nationale et le ratio seniors-jeunes est plutôt élevé (97 personnes de 65 ans ou plus pour 100 jeunes de moins de 20 ans).
En 2019, 744 300 Bretons sont âgés de 65 ans ou plus. Ils représentent 22,4 % de la population régionale. Ils n’étaient que 515 800 en 1999, soit 17,8 % de la population. Sur la même période, la part de ces seniors est passée de 15,9 % à 20,3 % au niveau national. Au sein de cette population âgée, la part des 80 ans ou plus est en hausse. En Bretagne, elle s’élève à 6,9 % en 2019. Vingt ans plus tôt, elle représentait 3,9 % de la population. Le nombre d’individus de 80 ans ou plus a en effet plus que doublé sur la période : il est passé de 112 300 en 1999 à 230 800 en 2019.
De fortes disparités existent entre les départements. Par exemple, la part des 65 ans ou plus varie de 18,0 % en Ille-et-Vilaine à 26,3 % dans les Côtes-d’Armor.
D’autre part, le nombre de personnes de 50 ans ou moins diminue. Le recul concerne en premier lieu les 25 à 34 ans, leur part étant passée de 13,6 % à 10,4 % 

### Environnement

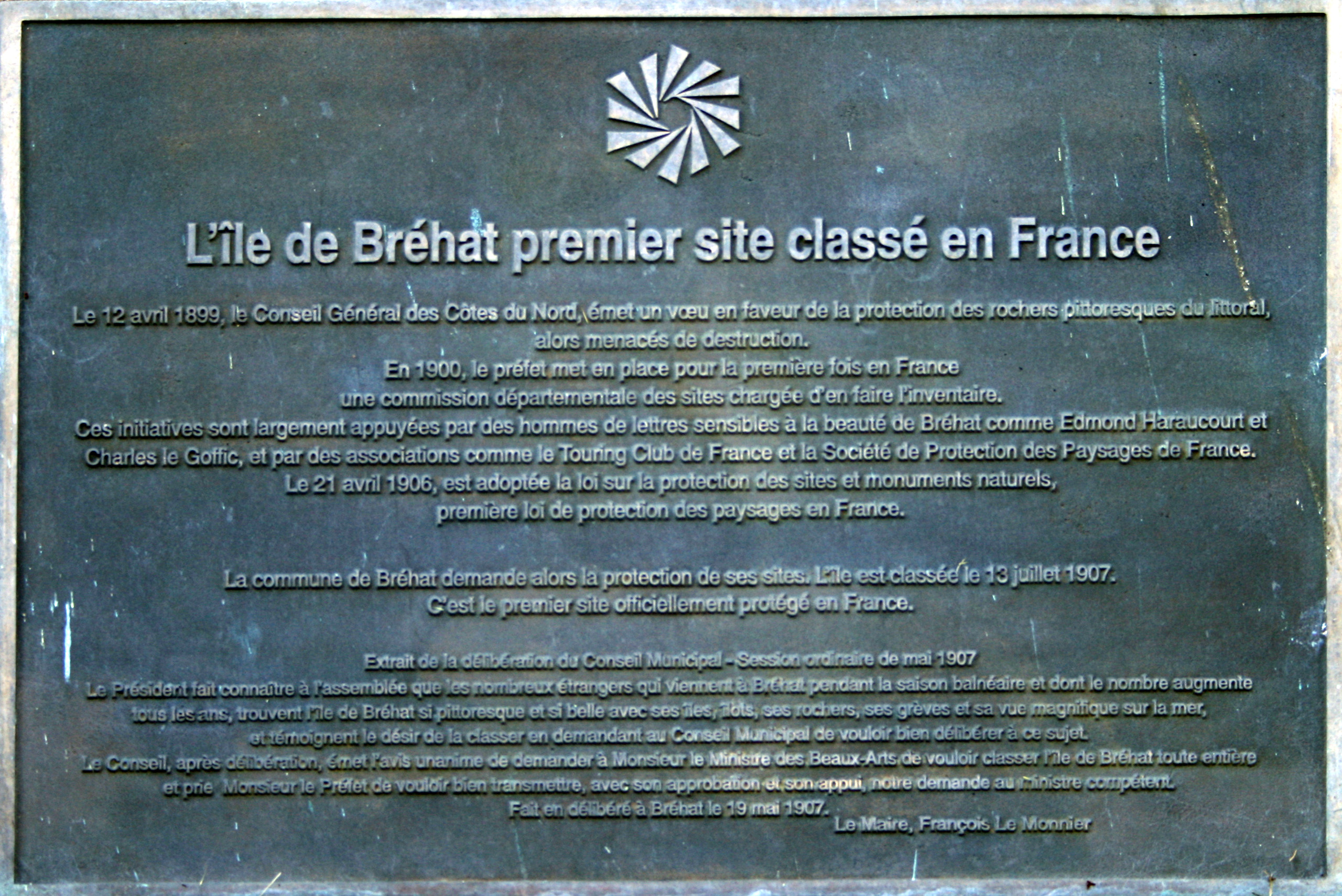
Plaque inaugurale du classement de Bréhat.

La Bretagne fait partie des premières régions de France à s'intéresser aux paysages en tant qu'entité patrimoniale à reconnaître, ce qui lui vaut de bénéficier du classement du premier site français au titre du paysage : le 13 juillet 1907, la commission départementale des Côtes-du-Nord (actuellement les Côtes d'Armor) classe l'île de Bréhat parmi les « sites et monuments naturels de caractère artistique » à préserver.

#### Faune
La Bretagne présente une exceptionnelle richesse ornithologique. Quatre grands sites permettent d'observer des colonies d'oiseaux.
Accessible de mai à septembre, la réserve de Falguérec, dans le golfe du Morbihan, est une zone protégée pour les oiseaux migrateurs, nicheurs ou endémiques. À l'automne, bernaches et spatules y font une halte sur le chemin de l'Afrique. De mars à septembre, les échassiers viennent s'y reproduire avant de partir pour le Sénégal. Aigrettes, hérons, cormorans vivent là toute l'année.
Guillemots et pingouins se rassemblent quant à eux, sur les falaises de la réserve ornithologique du cap Sizun, près de la pointe du Raz (ouverte de mai à la Toussaint).
Fragile et touchée à plusieurs reprises par les marées noires, la réserve des Sept-Îles, au large de Perros-Guirec, est désormais interdite au public. Mais un système de transmission vidéo permet d'observer les six mille fous de Bassan, huîtriers pie et autres fulmars depuis la station de l'île-Grande.
Ouessant est un site privilégié pour observer les nombreux oiseaux qui utilisent les côtes pour se guider au cours de leurs migrations. En effet à la pointe de Bretagne leur route effectue un virage très marqué que beaucoup ratent en raison des conditions météorologiques. Ouessant fonctionne alors comme une sorte de radeau de sauvetage qui leur donne une deuxième chance.

#### Flore
Depuis 1990, le conservatoire botanique national de Brest a la charge de l'inventaire du patrimoine végétal de la région en vue de la préservation de la diversité biologique.

### Géologie et sismicité
Du point de vue géologique la Bretagne correspond à la partie occidentale du massif Armoricain, connu pour ses granites, pour les monolithes qui en ont été extraits et pour les paysages côtiers découpés que l'érosion marine y a sculpté. La géomorphologie actuelle de l'ancienne orogenèse varisque est due au morcellement et à l'érosion qui, le long des cassures et des failles, a creusé des vallées et séparé deux bombements de roches dures : au nord les monts d'Arrée et au sud les montagnes Noires,.
La Bretagne est la troisième région la plus sismique de France après la région Auvergne-Rhône-Alpes et l'Occitanie : elle est régulièrement secouée par des séismes intraplaques de faible intensité, ne dépassant généralement pas une magnitude de 2 à 3. Plus de 500 séismes ont été recensés entre 2000 et 2014.
Les cartes de localisation des tremblements de terre indiquent l'existence d'une ceinture a forte densité de séismes, large d'environ 100 km et orientée NO-SE sur une distance de 600 km. Son activité apparaît concentrée sur ses bordures, qui délimitent un couloir central faiblement sismique et qui correspondent à une zone de forte production de chaleur crustale traduisant les épisodes successifs d'enrichissement de la croûte en éléments radiogéniques, liés à l'orogenèse cadomienne et à son érosion, puis aux derniers épisodes magmatiques de l'orogenèse hercynienne. Sa bordure orientale longe la faille de Quessoy-Nort-sur-Erdre (d'âge post-hercynien) jusqu'à la vallée de la Loire où elle présente une virgation vers l'Est. Sa bordure occidentale correspond à une zone comprise entre la ligne de côte et la branche sud du cisaillement sud-armoricain d'âge tardi-hercynien. Les failles hercyniennes ou post-hercyniennes les plus sismogènes sont localisées en bordure de domaines à forts contrastes rhéologiques déterminés par ces zones à forte production de chaleur crustale et qui guident la déformation de la croûte.
La définition de la profondeur de la zone sismogène comme marquant la limite au-dessus de laquelle se produisent 80 % des séismes indique que celle-ci est de l'ordre de 15 à 16 km dans le Massif armoricain, ce qui correspond à la zone de transition fragile-ductile définie par le début de la plasticité du quartz (300 °C, 15 km).
Ces zones de transition sont associées à des failles réactivées par un flambage lithosphérique de grande longueur d'onde issue de l'orogenèse pyrénéenne et alpine (compression, en direction du Nord de l'Europe, de ces deux chaînes qui continuent de s'élever, d'environ 1 mm/an) et par la dorsale médio-atlantique (vitesse d'expansion de 2-3 cm/an) qui repousse la Bretagne et l'Europe vers l'est. Ces deux poussées font bouger le Massif armoricain vers le nord-est.

### Transports

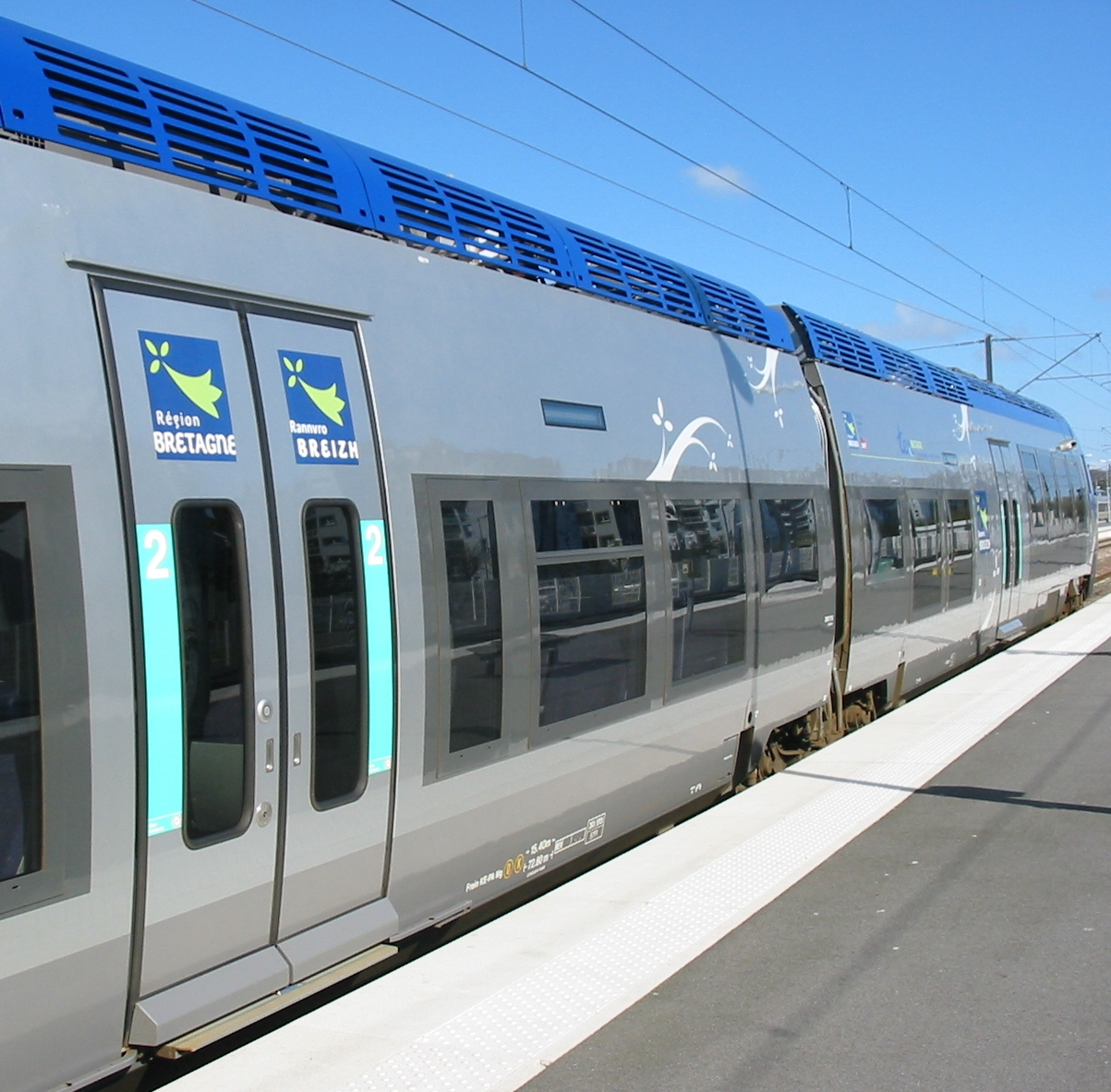
AGC TER Bretagne.

Tant que les liaisons maritimes ont prévalu sur les liaisons terrestres, la position de la Bretagne, passage et escale obligée au milieu de la façade atlantique de l'Europe lui a valu une certaine prospérité. Mais elle a souffert de son isolement géographique principalement lors du XXe siècle. En effet, le fait d'être positionné sur un nœud de transport est un facteur essentiel du développement des infrastructures.
La mise en place, durant les années 1970, du plan routier breton (PRB), impulsé par le général de Gaulle, allait considérablement désenclaver la région grâce à 10 045 millions de francs d'investissement sur 25 ans. Plus de 1 000 km de voies à deux couloirs de circulation dans chaque sens ont été réalisés ou sont en cours de réalisation, multipliant par quatre le trafic routier breton ; ces voies sont exemptes de péage,.
Lors de la création des premières lignes de chemins de fer au XIXe siècle, la Bretagne était géographiquement séparée en deux réseaux concurrents : la Compagnie des chemins de fer de l'Ouest (rachetée par l'État en 1909) reliant Brest, Saint-Brieuc et Rennes à Paris par Le Mans, et la Compagnie du chemin de fer de Paris à Orléans reliant la capitale à Quimper, Lorient et Vannes par Nantes et Orléans. Depuis la création de la SNCF, en 1938, qui a réorganisé les lignes de façon plus homogène, le réseau ferré breton est organisé en étoile autour de Rennes, reliée à Paris par la ligne à grande vitesse Atlantique et, depuis juillet 2017, par la ligne à grande vitesse Bretagne-Pays de la Loire, ou par la voie classique Paris - Chartres - Le Mans - Laval - Rennes.

## Économie

### Pêche
La Bretagne est la première région de la pêche française: pêche et industries connexes(entreprises de mareyage, entreprises de transformation). Elle dispose de plus d’une centaine de ports et 14 criées (sur 37 en France). Selon Franceagrimer 2020, elle représente 235 M€ de pêche fraîche débarquée : 41,4 % valeur totale de la pêche française
En 2010, le poisson étaient un des deux produits bretons les plus vendus à l'étranger (représentant le quart des exportations françaises de ce secteur).

### Agriculture
L'économie de la Bretagne contemporaine s'est tournée dans les  années 1960 vers une agriculture intensive, productions végétales (fabrication de fourrages tels maïs et tourteaux de colza, blé, maïs grain, pommes de terre, primeurs) et un élevage (porcin, avicole, bovin). L'agriculture est  associée à une industrie agroalimentaire puissante.
La Bretagne arrive en tête des régions françaises pour la production de porcs et de volaille (autour de 50 %), de choux-fleurs (autour de 60 %), d'artichauts (autour de 85 %). C'est le premier producteur national de lait, de veaux, de volailles et d'œufs. De là viennent aussi près des deux tiers (63 %) des porcs vendus en France. En 2010, La viande étaient, un des deux produits bretons les plus vendus à l'étranger (représentant le tiers des exportations françaises de ce secteur).

### Industrie
L'industrie n'est pas en reste avec la construction navale civile et militaire (Brest, Lorient), la construction aéronautique (Saint-Nazaire et Nantes), la construction automobile avec Citroën (Rennes), les pôles technologiques avancés à Brest, Rennes et Lannion (autour des Télécommunications avec historiquement l'implantation du centre de recherche (CNET) de France Télécom , et Alcatel). Il comprend aussi des industries électroniques comme Safran Electronics à Fougères
L’industrie manufacturière représente 13 % de l’économie de la Bretagne. En 2023, la Bretagne a connu 15 ouvertures nettes de sites industriels. 126 sièges de start-up industrielles, soit 5 % des sièges des 2523 start-up industrielles françaises sont implantés dans la région.

### Tourisme
La région effectue "un travail remarquable pour désengorger les littoraux en communiquant sur le Cœur de Bretagne: ses lacs, ses villages, ses forêts", selon l'agence de communication numérique  Nouvelle Lune, en s'inspirant des aspirations au tourisme durable de nombreux pays, selon Amélie Deloche, cofondatrice du collectif "Paye ton Influence".
Une étude du Comité régional de tourisme de la Bretagne sur les nouvelles aspirations touristiques des Français a révélé que 4 vacanciers sur 5 prêtent une attention particulière à la préservation des sites qu’ils fréquentent. et veulent consommer des produits locaux. Dans cette région, beaucoup de responsables de petites communes veulent « élargir la fréquentation sur l'année », comme Léonie Ollivier, chargée de mission tourisme durable à la mairie de Bréhat.

### Pôle de compétitivité
Les trois grands pôles de compétitivité labellisés par l'État en 2005 :
- le pôle Mer Bretagne Atlantique[81] ;
- le pôle Images et Réseaux[82] ;
- le pôle Valorial[83], sur les sciences du vivant et l'agroalimentaire.

## Politique
La région Bretagne est administrée depuis les élections régionales de 2004 par le PS, avec ses alliés : Les Verts, le PCF, l'UDB et le PRG.
Le PS contrôle trois des cinq conseils généraux (le Finistère depuis 1998, l'Ille-et-Vilaine depuis 2004, la Loire-Atlantique depuis 2004). Les Côtes d'Armor et le Morbihan sont dirigés par Les Républicains.
- Le Finistère est divisé entre le Léon qui était traditionnellement de centre-droit, la Cornouaille moins la région de Douarnenez qui vote à gauche, ainsi que la partie trégoroise du Finistère, avant au PSU avec un PCF fort, maintenant au PS.
- Le Morbihan est traditionnellement de droite, avec toutes ses tendances : centristes, gaullistes… sauf autour de Lorient, d'Hennebont et de la région de Guémené-sur-Scorff-Pontivy, qui sont aux mains soit du PS soit du PCF.
- Les Côtes-d'Armor est le département le plus à gauche, avec le Trégor rouge (vieux bastion du PCF), le Pays Briochin, etc. La droite est plutôt concentrée sur le Goëlo et les marges est (frontaliers de l'Ille-et-Vilaine), mais reste minoritaire.
- La Loire-Atlantique a longtemps été dominée par la droite (qui a succédé à la Chouannerie, très forte dans ce département), sauf dans la vallée industrialisée de la Loire qui vote à gauche depuis la Révolution française.
- L'Ille-et-Vilaine a longtemps été de droite (surtout démocrate-chrétienne), mais depuis le début du XXIe siècle, la gauche (surtout le PS) a connu une très forte poussée qui l'a amenée à diriger le conseil général en 2004 et prendre des mairies. La gauche se situe dans le bassin rennais, jusqu'à Combourg au nord, Dourdain à l'est, Mordelles à l'ouest et Guichen au sud, avec quelques poches le long de la frontière sud-ouest de la Manche ou vers le nord de Fougères ; la droite conservant ses bastions dans le Vitréen, le Redonnais, le secteur de Saint-Malo ou autour de la forêt de Paimpont.

Ce département a placé, lors des présidentielles 2007, Ségolène Royal PS en tête aux deux tours de l'élection (28,13 % des suffrages exprimés au premier tour et 52,39 % au second).
Autrefois terre traditionnellement conservatrice très marquée par le catholicisme, la Bretagne a basculé à gauche lors des élections régionales de 2004. La liste de gauche conduite par Jean-Yves Le Drian l'emporte avec plus de 58 % des suffrages face à la liste du président de région sortant, Josselin de Rohan, figure emblématique de la droite bretonne. Ce succès s'est confirmé lors des cantonales de 2004 et 2008 et des élections nationales de 2007.
La majorité de l'électorat montre un certain sentiment pro-européen non négligeable, plus marqué que dans les autres régions.
Les votants ont approuvé le traité de Maastricht par 59,10 % des voix (+ 8,06 % par rapport à la moyenne) et la Bretagne est l'une des rares régions à s'être prononcée en faveur du « oui » au référendum français sur le traité établissant une Constitution pour l'Europe avec un « oui » à 50,96 % (+ 5,63 % par rapport à la moyenne, mais - 8,14 % par rapport au référendum de 1992 sur le traité de Maastricht), les électeurs des Côtes-d'Armor étant les seuls à voter en 2005 pour le « non » comme la majorité des électeurs en France, à 53,28 %.

### Courants régionalistes
(septembre 2022).
Plusieurs partis représentant des tendances politiques diverses ont existé depuis la création du premier parti régionaliste breton en 1898 : l'Union régionaliste bretonne. Ceux-ci ont enregistré le plus souvent des résultats électoraux faibles.

Mouvement Bretagne et progrès se place en tête lors des élections européennes de 2014 en France dans la plupart des communes de centre Bretagne.

Dans les années 2010, plusieurs partis politiques relevant du régionalisme ou de l'autonomisme coexistent. L'Union démocratique bretonne (située à gauche avec une sensibilité écologiste marquée) dispose depuis les élections régionales de 2010 de quatre sièges au conseil régional et participe à l'exécutif régional, et recueille selon les régions et les élections entre 3 et 12 % des voix ; d'autres partis comme le Parti breton (centriste) ou le Mouvement Bretagne et progrès (gauche) comptent dans les rangs des élus municipaux ou départementaux.
Il existe d'autres plus petits groupes, souvent plus radicaux, situés à l'extrême droite ou à l'extrême gauche (Adsav pour l'extrême droite ou Breizhistance pour l'extrême gauche notamment) mais leur influence est beaucoup plus limitée.

### La question de la capitale

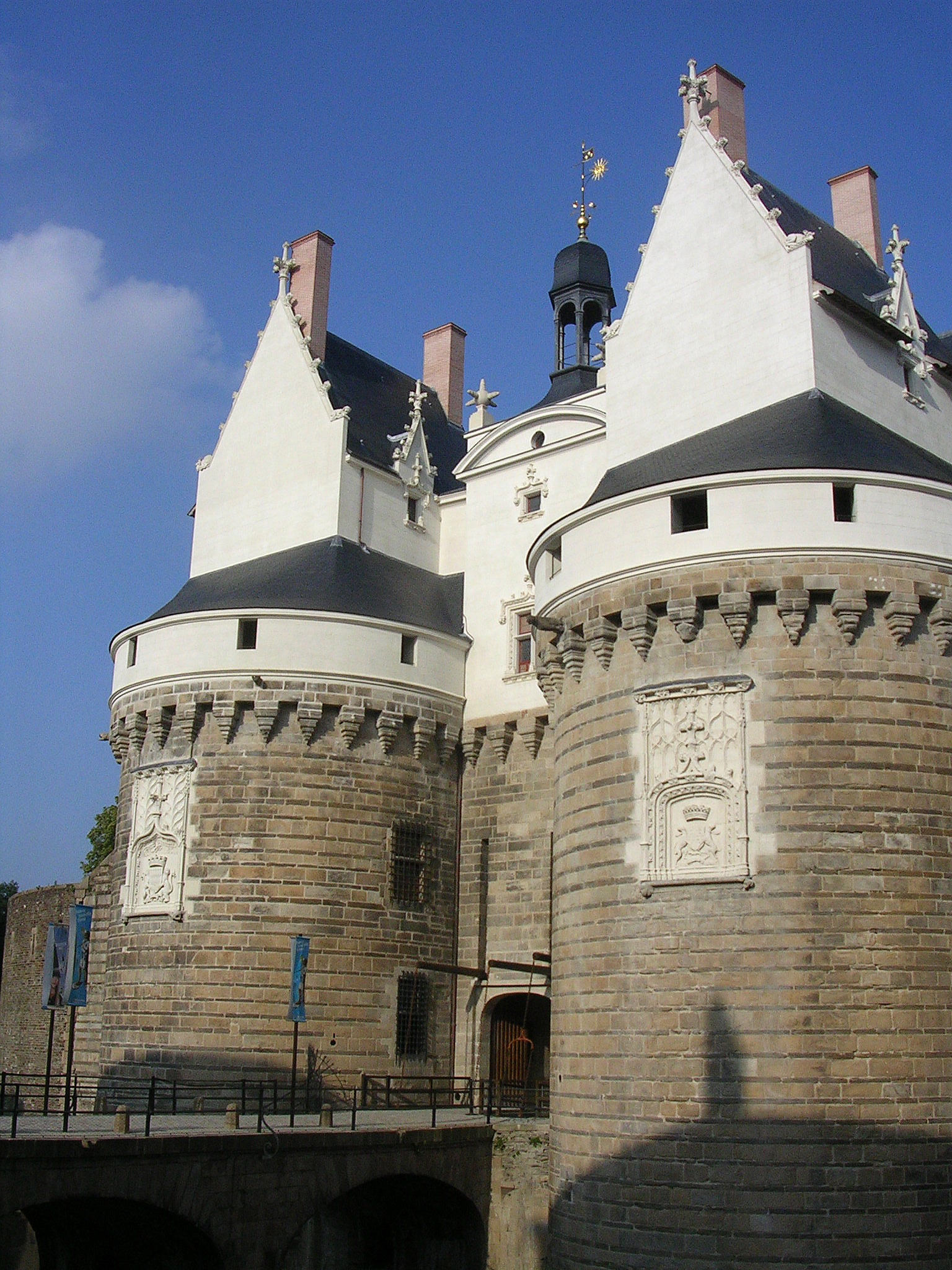
Château des ducs de Bretagne à Nantes.

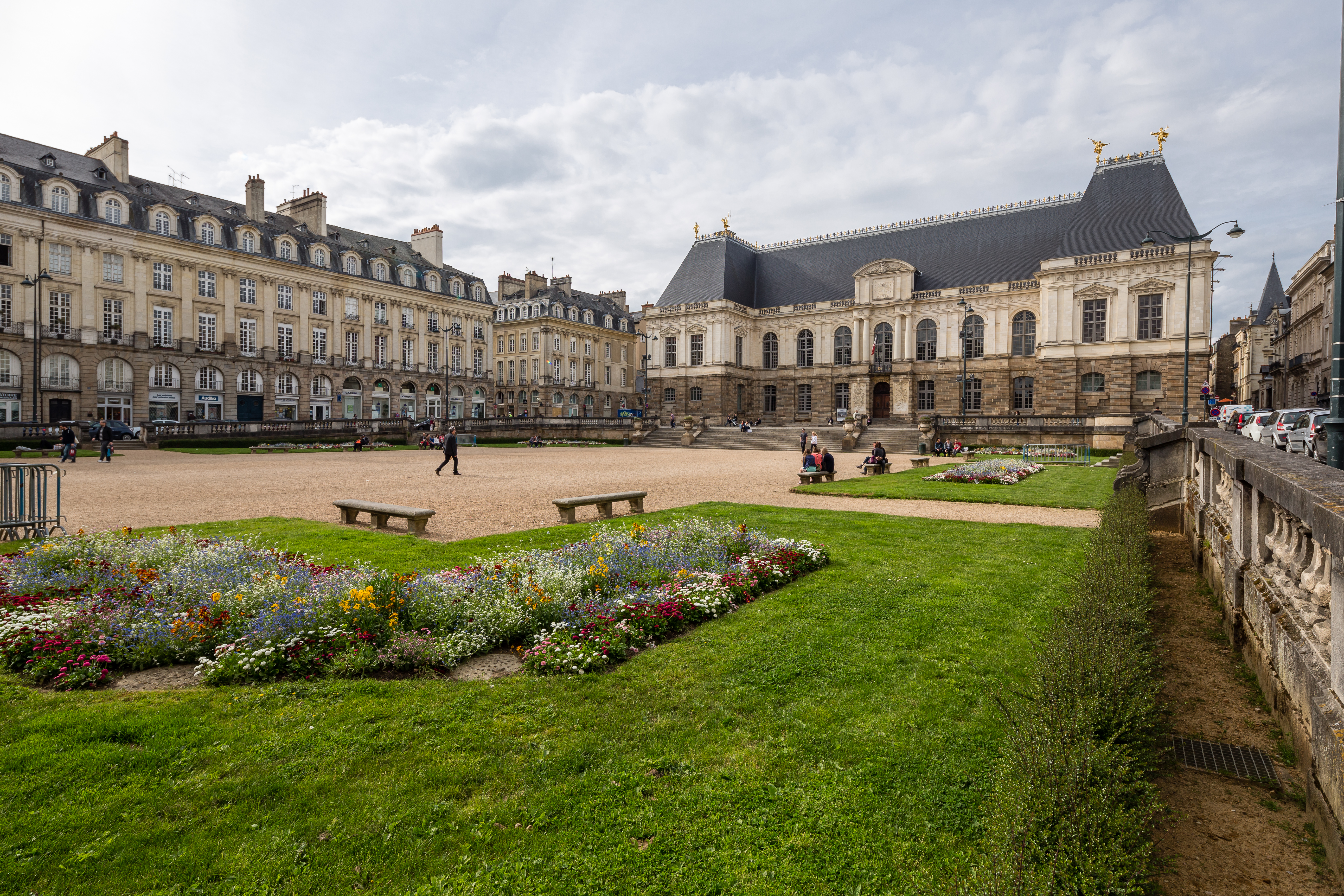
Parlement de Bretagne à Rennes.

La Bretagne n'a jamais eu de capitale permanente. Les premiers ducs et leur cour changeant perpétuellement de résidence, allant chasser d'une forêt à l'autre, et habitant finalement assez peu en milieu urbain, sauf pour quelque motif stratégique ou politique. En ce cas, c'est presque toujours dans une ville de l'Est ou du Sud du duché.
Les États de Bretagne se réunissent en différentes villes. À l'époque ducale : Dinan, Nantes (17 fois), Ploërmel, Redon, Rennes, Vitré, Vannes (19 fois) et Guérande. Le concept moderne de capitale naît avec la création d'une véritable administration, processus lent qui commence au XIIIe siècle. Le nombre de ses employés et la masse de ses archives la rendent moins mobile que l'ancienne cour. Le Conseil, la Chancellerie et la Chambre des comptes restent généralement en ville. Sous les Montfort, le Conseil (le gouvernement ducal) suit parfois le duc d'une ville à l'autre, à Nantes, Vannes, Redon, Rennes, Fougères, Dol, Dinan, Guérande.
Rennes est la ville du couronnement et ses habitants l'appellent « ville capitale ». Conan le Tort y règne, faute de contrôler Nantes, et Alain III y constitue un embryon de chancellerie. Il subsiste quatorze actes ducaux écrits à Rennes de la fin du XIe siècle à 1166 pour témoigner de la présence active des ducs dans la ville, contre seize actes subsistants sur ceux qui sont faits à Nantes pendant la même période. L'enfant Geoffroy II est reçu à la cathédrale de Rennes en 1169, mais c'est à Nantes qu'il reçoit l'hommage de ses vassaux. Il tient l'Assise du comte Geoffroy, à Rennes, en 1185. En 1196, la duchesse Constance réunit la noblesse en assemblée à Rennes pour faire reconnaître son fils, Arthur Ier. Les Dreux et les Montfort y résident rarement et leur château, tombant en ruines, est démoli au début du XVe siècle.
La position stratégique, puis la prospérité de Nantes l'ont fait choisir par de nombreux ducs dès Alain Barbetorte qui libére la ville en 937 et décide d'en faire sa capitale. Le château du Bouffay devient la résidence ducale sous la dynastie cornouaillaise et Alain Fergent y réunit ses vassaux en 1008. Guy de Thouars s'occupe du nouveau château pour y résider plus à l'aise. C'est à Nantes que Jean de Montfort fonce se faire acclamer duc en 1341. Les derniers princes, Arthur III, François II et Anne y règnent aussi, plutôt qu'à Vannes. La Chambre des comptes y est transférée en 1492-1499 pour y rester jusqu'à la Révolution. L'université y est créée dans les années 1460. Alain Barbetorte, Jean IV, Pierre II, Arthur III et François II s'y font enterrer et Anne ordonne que son cœur soit conservé dans un reliquaire et placé dans le tombeau de son père, François II, aux carmes. Les duchesses Constance, Alix et d'autres princes bretons sont inhumés dans les proches environs (abbayes de La Villeneuve, de Scouëtz).
La tradition bretonne, tout au long de son histoire, est de répartir les organes du pouvoir entre différentes villes au lieu de les concentrer en une seule. L'exécutif et le judiciaire sont exercés depuis le triangle Vannes-Nantes-Rennes, à la guise des gouvernants, et à la mode féodale. Le législatif est réuni dans presque toutes les villes bretonnes, malgré les contraintes, parce que le duc doit obtenir l'assentiment de ses vassaux sur les aspects de sa politique, notamment financière.
La Bretagne n'a donc pas de métropole régionale dominante. Elle dispose, en revanche, d'un réseau, unique en France, de vingt-cinq villes dites moyennes (10 000 à 20 000 habitants).

### Le sentiment d'appartenance
Seuls quelques sondages permettent d'avoir une idée du sentiment d'appartenance des Bretons. Selon des sondages réalisés en 2008, 2013 et 2018, voici comment se ventilait le sentiment d'appartenance des Bretons des quatre départements de Bretagne administrative pour le premier et de l'ensemble de la Bretagne historique pour les suivants :
|      | Seulement français | Plus français que breton | Autant français que breton | Plus breton que français | Seulement breton | Autre | Ne se prononce pas | Notes                               |
| ---- | ------------------ | ------------------------ | -------------------------- | ------------------------ | ---------------- | ----- | ------------------ | ----------------------------------- |
| 2008 | 9,3 %              | 15,4 %                   | 50 %                       | 22,5 %                   | 1,5 %            | 0,8 % | 0,5 %              | Région Bretagne                     |
| 2013 | 18 %               | 22 %                     | 45 %                       | 13 %                     | 0 %              | 2 %   | -                  | Région Bretagne et Loire-Atlantique |
| 2018 | 22 %               | 17 %                     | 38 %                       | 14 %                     | 4 %              | 4 %   | 2 %                | Région Bretagne et Loire-Atlantique |

Nous notons une baisse significative du sentiment d'appartenance envers la Bretagne et de la hausse de celui envers la France entre 2008 et 2018. Néanmoins, les sondages ne portant pas exactement sur les mêmes territoires, la comparaison doit se faire avec prudence. Ainsi, l'étude de 2018 révèle que si 22 % des Brestois et 15 % des Rennais se sentent davantage bretons que français, seuls 6 % des Nantais sont dans ce cas. De même, presque 6 Nantais sur 10 se considèrent davantage français, là où cette part dépasse de peu le tiers à Brest et à Rennes. De fait, le sondage révèle que le sentiment d'appartenance est plus faible en Haute-Bretagne qu'en Basse-Bretagne et, plus particulièrement, en Loire-Atlantique, département administrativement rattaché aux Pays de la Loire. Mais cette collectivité ne peut expliquer l'évolution des données à elle seule, la tendance de l'appartenance des Bretons à la Bretagne semblant ici décliner.
Selon ce même sondage de 2018, le sentiment d'appartenance est supérieur pour les locuteurs d'une des langues régionales, à savoir le breton ou le gallo.
|                  | Plus français que breton (dont seulement français) | Autant français que breton | Plus breton que français (dont seulement breton) | Autre | Part des locuteurs dans la population bretonne |
| ---------------- | -------------------------------------------------- | -------------------------- | ------------------------------------------------ | ----- | ---------------------------------------------- |
| Bretonnants      | 15 %                                               | 51 %                       | 29 %                                             | 4 %   | 8 %                                            |
| Gallésans        | 30 %                                               | 39 %                       | 28 %                                             | 4 %   | 6 %                                            |
| Autres locuteurs | 41 %                                               | 37 %                       | 16 %                                             | 6 %   | 86 %                                           |

Selon le sondage de 2013, réalisé par l'association Bretagne Culture Diversité, 86 % des personnes interrogées ont un fort attachement à la Bretagne, et 58 % des personnes n'ayant pas de parents bretons et n'étant pas nées en Bretagne se sentent quand même bretonnes. Par ailleurs, 56 % des habitants de Loire-Atlantique interrogés estiment que leur département est breton et 58 % souhaitent son rattachement à la Bretagne, 31 % y étant opposés.

### Le sentiment des Bretons sur le statut de la Bretagne
Selon le sondage réalisé en 2008 voici ce que pensaient les Bretons sur les pouvoirs politiques à accorder à la Bretagne :
- la Bretagne devrait avoir plus de pouvoir : 51,9 % ;
- statu quo : 31,1 % ;
- devrait devenir indépendante : 4,6 % ;
- devrait avoir moins de pouvoir : 1,6 % ;
- ne devrait pas avoir de pouvoir du tout : 1,4 % ;
- ne savent pas : 9,4 %.

En 2013, le mensuel Breton réalise un sondage où 18 % des personnes interrogées déclarent être pour l'indépendance de la Bretagne[réf. nécessaire].

## Culture

### Langues

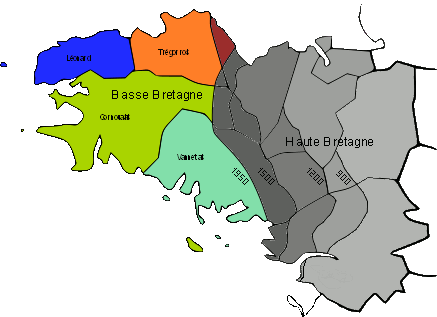
En couleur, la répartition des différents dialectes de la langue bretonne. En gris, la zone de langue gallèse.

La Bretagne est composée historiquement de deux aires linguistiques :
- la Basse-Bretagne ou Breizh Izel dans l'Ouest (correspondant aux départements du Finistère, de la majeure partie du Morbihan, de l'Ouest des Côtes-d'Armor, et dans le Sud, à la presqu'île de Guérande, en particulier l'enclave du Bourg-de-Batz (en Loire-Atlantique) où l'on rencontre une langue d'origine brittonique (apparentée au gallois et au cornique) connue sous le terme de breton ou brezhoneg ;
- la Haute-Bretagne ou Haote-Bertègn dans l'Est (Ille-et-Vilaine, Côtes-d'Armor est, Morbihan est, Loire-Atlantique) où l'on rencontre des dialectes d'oïl : le gallo, également le poitevin[87] dans le pays de Retz et le Vignoble. Le breton est aussi parlé minoritairement en Haute-Bretagne depuis le Moyen Âge[réf. nécessaire].

Le français est parlé en Bretagne par les élites depuis la fin du Moyen Âge ; il est également été adopté par l'administration des ducs de Bretagne depuis le XIIIe siècle,. Durant l'Ancien Régime, cette langue se répand progressivement en Haute-Bretagne, où elle bénéficie de sa parenté avec le gallo, ainsi que dans les principales villes de Basse-Bretagne.
Comme beaucoup de langues régionales, le breton et le gallo ont perdu un grand nombre de locuteurs. Mais le breton se réveille après la Seconde Guerre mondiale avec un souffle important dans les années 1970, et les défenseurs du gallo commencent à se faire entendre dans les années 1990.
Bien que le nombre de locuteurs ayant le breton pour langue maternelle diminue, ce dernier est la troisième langue celtique parlée au monde, après le gallois et l'irlandais. Les effectifs pondérés que fournit l'enquête Étude de l'histoire familiale, menée par l'Insee en 1999, sont de 257 000 bretonnants (ou « brittophones ») de plus de dix-huit ans sur les cinq départements bretons (et estimé à 290 000 sur l'ensemble de l'Hexagone). S'y ajoutent notamment les effectifs des écoles bilingues qui se montent à 15 363 élèves à la rentrée 2013, ou encore les élèves suivant des cours de breton dans les établissements publics du primaire (plus de 7 600 en 2002/2003) ou du secondaire (plus de 8 000 en 2002/2003). Fañch Broudic, à partir d'un sondage TMO de 1997, note : « On observe tout d'abord que le pourcentage des 15-19 ans est infime (0,5 %). La catégorie des 20-39 ans ne compte que pour 5 %. Au total, au-dessous de 40 ans, il n'y a plus que 13 000 personnes qui puissent parler le breton. »
Dans les années 1970, le breton apparaît dans la vie publique sous les traits des panneaux de signalisation bilingues qui parsèment les routes du pays. L'Office de la langue bretonne (Ofis ar Brezhoneg) a permis l'édition d'une carte routière de la Bretagne en 2003, avec les noms de lieux en breton.
La Ligue celtique considère la Bretagne comme l'un des six pays celtiques, au regard de la linguistique.
Au début du XXIe siècle, quelques chercheurs collectent et éditent une série de bretonnismes, calques en français d'expressions bretonnes. On y trouve des mots de vocabulaire (« partir en riboul », « faire du reuz ») ou des expressions grammaticalement incorrectes en français mais correctes en breton (« du café tu auras ? »). L'un de ces ouvrages s'est vendu à plus de cent mille exemplaires.[réf. nécessaire]

### Littérature et tradition orale
De son passé celtique, la Bretagne a gardé une forte tradition de transmission orale. C'est ainsi que de nombreux contes et légendes ont traversé les siècles. Les collecteurs divers ont légué une somme de chants, de gwerzioù, de légendes originales. La mort est souvent présente, avec un personnage propre à l'imaginaire breton, l'Ankou, dont le rôle est d'emporter dans sa charrette grinçante (ou une barque dans des régions côtières) l'âme des personnes récemment décédées.
Les contes sont également peuplés de petits êtres malicieux, parfois malfaisants, toujours doués de pouvoirs magiques, que l'on nomme korriganed (korrigans) ou poulpiquets, ou encore les morgans de l'île d'Ouessant.
Autre thème récurrent, celui des villes englouties (parfois enfouies) dont celui d'Ys la plus célèbre, qui met en scène Gradlon, roi de Cornouaille, et sa fille Dahud. Le mythe rapporte les conflits entre l'ancienne religion des Celtes et l'instauration du christianisme.
Le plus célèbre des collecteurs est Théodore Hersart de la Villemarqué qui au XIXe siècle a édité le fameux Barzaz Breiz qui est une source d'inspiration fréquente des artistes bretons actuels avec la popularité de chants comme An alarc'h (le cygne), Silvestrig, Marv Pontkalleg (la mort de Pontcallec), etc. Parmi les collecteurs, il faut aussi citer François-Marie Luzel, le premier à appliquer une méthode scientifique à la collecte des chansons et des contes, ainsi que son disciple, l'écrivain et professeur de lettres Anatole Le Braz, auteur du livre La légende de la Mort qui relate les croyances de Bretons de son temps, sans oublier Paul Sébillot collecteur et inventeur du terme « oraliture ».
Voir aussi :
- Liste des auteurs bretons ;
- Association des écrivains bretons ;
- Matière de Bretagne ;
- Littérature en breton ;
- Traditions et Médecine en Bretagne.

### Musique, chant et danse

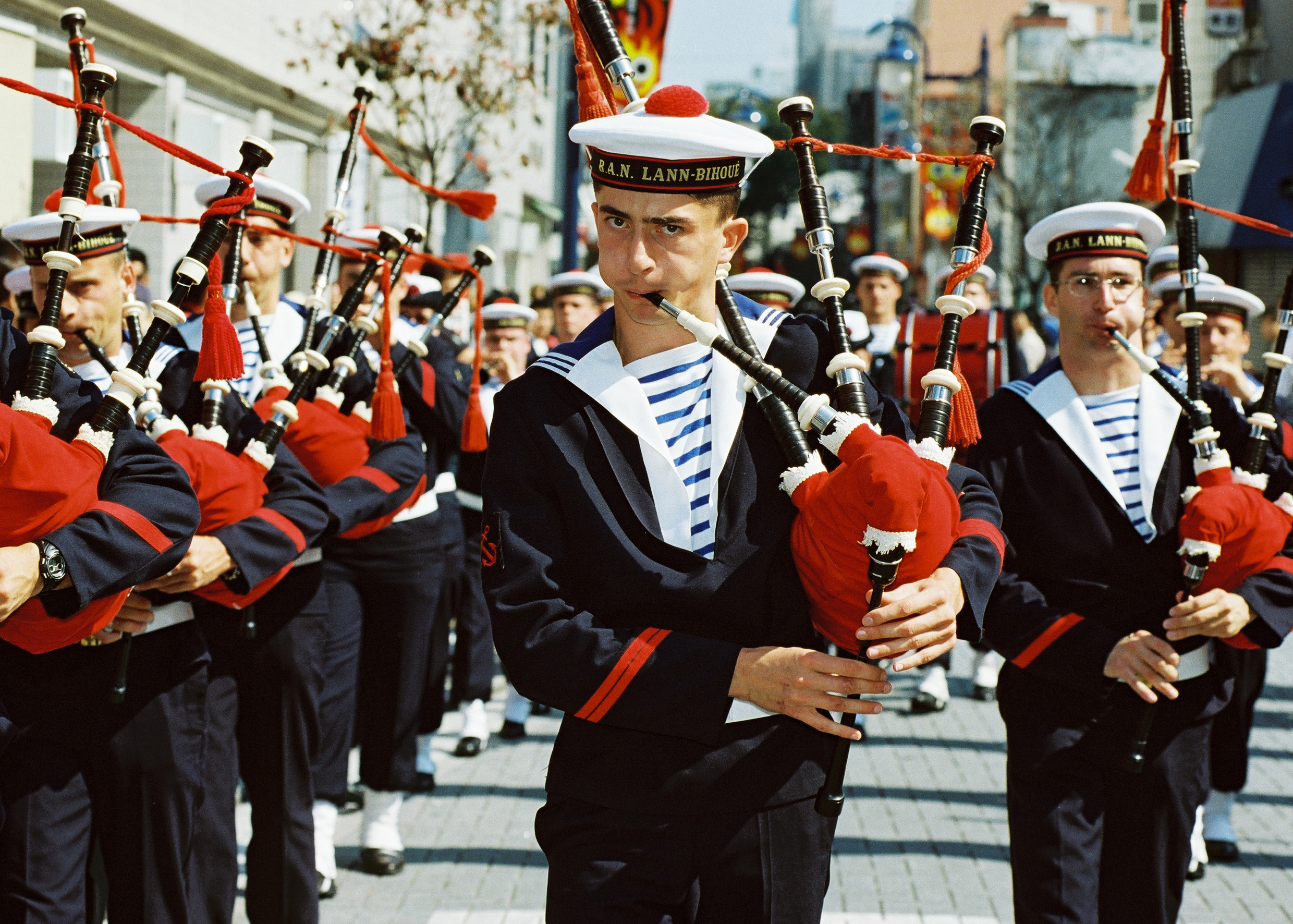
Le bagad de Lann-Bihoué défilant à Lorient.

La musique est aujourd'hui l'aspect le plus visible de la culture bretonne, grâce au travail et à la créativité de musiciens se réclamant de la culture bretonne, à la diversité des festivals et au nombre de festoù-noz.
La danse traditionnelle bretonne est aussi très ancrée dans le paysage culturel breton ; « le fest-noz, rassemblement festif basé sur la pratique collective des danses traditionnelles de Bretagne » est ainsi inscrit, le 5 décembre 2012, à la liste représentative du patrimoine culturel immatériel de l'humanité de l'UNESCO.
Au-delà de la pratique populaire en fest-noz (fête de nuit) ou en fest-deiz (fête de jour), on voit aujourd'hui évoluer à un haut niveau les cercles celtiques qui proposent des spectacles de plus en plus professionnels, très appréciés du public.
La tradition de musique à danser, particulièrement en couple, comme pour le duo emblématique biniou (cornemuse bretonne) / bombarde, et de chant à danser, comme pour les couples de kan ha diskan (chant-contrechant), est très présente, tant en Haute-Bretagne qu'en Basse-Bretagne. Elle côtoie d'autres types de formations musicales plus modernes (groupes).
Composante importante de la musique bretonne, les bagadoù qui, chaque année, participent à un championnat (à l'exception de l'un des plus connus, celui de Lann-Bihoué, qui est une formation de la Marine nationale) et donne lieu à un classement. Inspiré des pipe-bands écossais, ils sont de création relativement récente puisque le premier ne voit le jour qu'en 1947, à Carhaix-Plouguer.
La musique bretonne se diversifie et s'enrichit considérablement au cours de la seconde moitié du XXe siècle, en actualisant des thèmes traditionnels avec des sonorités d'aujourd'hui. Sa modernisation radicale commence au milieu des années 1960, d'abord avec Glenmor, défenseur de l'identité bretonne à travers la chanson, et Alan Stivell, qui popularise la musique bretonne dans le monde entier, suivis par d'autres artistes (Gilles Servat, Dan Ar Braz, Tri Yann, Yann-Fañch Kemener, Pascal Lamour…). Dans les années 1990, apparaissent de nouveaux chanteurs, tels que Denez Prigent, pour les gwerzioù, Annie Ebrel pour les sonioù et le kan ha diskan, Red Cardell pour le métissage des musiques traditionnelles et du rock, Nolwenn Korbell pour les chansons, Dom DufF pour le folk-rock, etc. Se forment aussi des groupes de rock, tels Matmatah et Merzhin, et punk, comme Les Ramoneurs de Menhirs.
Par ailleurs, la recherche en ethnomusicologie, menée par certains musiciens et chanteurs, comme Roland Becker ou Erik Marchand, sur les instruments, les formations musicales, les échelles au tempérament inégal ou les modes rythmiques cycliques donne naissance à divers spectacles musicaux et expériences de métissage avec des musiques traditionnelles d'ailleurs, ou avec d'autres types d'expressions musicales. Erik Marchand œuvre notamment à la réintroduction de la musique modale dans le paysage musicale breton par le biais de la Kreiz Breizh Akademi.
Saint-Malo, Rennes, Lorient, Quimper, Carhaix-Plouguer ouvrent chaque année leurs portes à La Route du Rock, aux Transmusicales, au festival interceltique, à celui de Cornouaille ou aux Vieilles Charrues, qui attirent mélomanes, fans de concerts et groupes internationaux. La musique celtique se métisse d'influences lointaines, et, ainsi que l'indique Gérard Alle : « On trouve des Bretons mêlant leurs sonorités avec des rythmes berbères, tziganes ou rock ».

### Religion

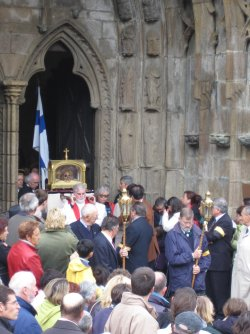
Pardon de Saint-Yves à Tréguier.

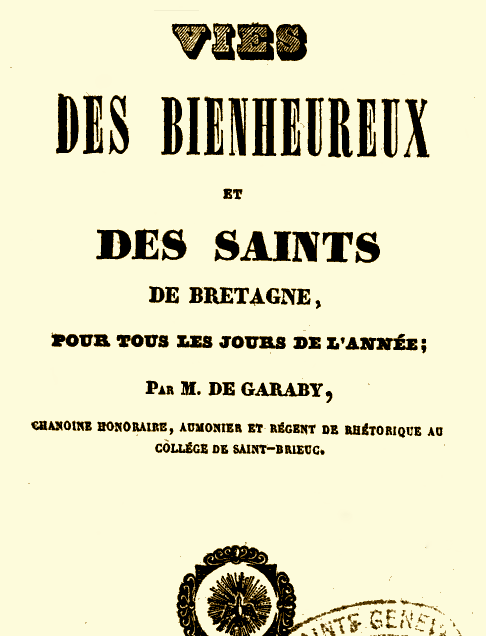
Page de garde du livre la vie des bienheureux et des saints de Bretagne, pour tous les jours de l'année de Malo-Joseph de Garaby.

Bien avant les Celtes, les populations néolithiques érigent menhirs, cairns et tumuli, dont il nous reste les dolmens et les allées couvertes. Ces derniers ont un usage funéraire et cultuel avéré. La fonction des menhirs reste encore hypothétique, mais on leur attribue désormais un usage de marqueur territorial associé à des fonctions religieuses. La religion druidique se répand avec l'arrivée des Celtes, notamment en Gaule et dans les îles Britanniques. La domination de la péninsule par les Romains amène, comme partout en Gaule, mais avec moins d'emphase, la construction de nouveaux lieux de culte dont certains restent visibles en élévation (temple de Mars, à Corseul) et de statues du panthéon romain (Douarnenez, Corseul), quoique l'invention de plusieurs statues de type celtique indique la permanence des cultes précédents. À la fin de l'époque gallo-romaine, l'émigration bretonne en Armorique accentue l'implantation d'une nouvelle religion, le christianisme celtique, qui se diffuse, non à partir des villes comme c'est en général le cas en Gaule, mais davantage à partir d'abbayes, de prieurés, d'oratoires, etc.. Cette diffusion originale explique que le paganisme côtoie pendant des siècles la religion dominante, plus ou moins paisiblement, créant un monde hanté par le surnaturel, les signes et « intersignes », en particulier à la jonction du tellurique et du céleste (hauteurs, fontaines, multiples croix de pierre). Survivent, surtout dans la population rurale, des pratiques religieuses alternatives au modèle clérical à travers lesquelles s'exprime pendant des siècles une « culture folklorique » superficiellement christianisée. Aujourd'hui encore, nombre de légendes et de traditions locales évoquent des pratiques druidiques.
La dispersion de l'habitat, la faible acculturation des campagnes à la culture écrite et la langue, pour la partie occidentale, constituent autant de données qui limitent l'imprégnation du protestantisme en Bretagne (Blain, Vitré…). Après les grands désordres de la Ligue, les pères Le Nobletz, Maunoir et Huby deviennent les figures emblématiques de la Contre-Réforme en Bretagne. Ils sont aussi à l'origine de l'usage d'images peintes de grand format — les tableaux de mission ou taolennoù — pour illustrer leurs prêches au cours d'innombrables missions qui se poursuivent jusqu'en 1957 en terre bretonnante, le Léon formant le pivot de leur succès.
Dans le contexte de la Contre-Réforme au XVIe siècle, chaque village, par esprit de clocher, par émulation entre les paroisses, rivalise avec son voisin pour étaler sa richesse en construisant le clocher le plus élevé, ou le plus « moderne », et aussi le plus bel enclos paroissial possible.
Les chrétiens de Bretagne sont très majoritairement catholiques. La sainte patronne de la Bretagne est sainte Anne (surnommée « Mamm gozh ar Vretoned », c'est-à-dire la grand-mère des Bretons), que des textes apocryphes et La Légende dorée de Jacques de Voragine présentent comme la mère de la Vierge Marie et donc la grand-mère de Jésus. Le saint le plus vénéré est saint Yves (Erwan en breton) (1253-1303), prêtre et juriste qui consacra sa vie à défendre et soigner les pauvres (voir Saints bretons). La plupart des saints bretons ne figurent pas sur les listes pontificales parce qu'ils ne sont sanctifiés que par l'onction populaire, antérieurement à la réservation au seul pape du droit de canonisation en 1234, et loin de Rome.
Dans beaucoup de paroisses, une fois par an, les croyants se rendent au « pardon », la fête du saint de la paroisse. Le pardon commence souvent par une procession, suivie ou précédée d'une messe ; cette fête a toujours un côté païen, avec des échoppes proposant nourriture ou souvenirs. Un des plus célèbres pardon est celui dédié à saint Ronan, à Locronan, avec sa procession de 12 km, la « troménie » (du breton tro minic'hi, le tour de l'asile sacré du monastère), avec de nombreuses personnes en costume traditionnel. Le plus grand est celui dédié à sainte Anne (voir déesse celte Ana) à Sainte-Anne-d'Auray dans le Morbihan.
Il faut citer un pèlerinage attesté depuis le Moyen Âge, le Tro Breizh (le tour de Bretagne), où les pèlerins se rendent successivement sur la tombe de chacun des sept saints fondateurs de la Bretagne :

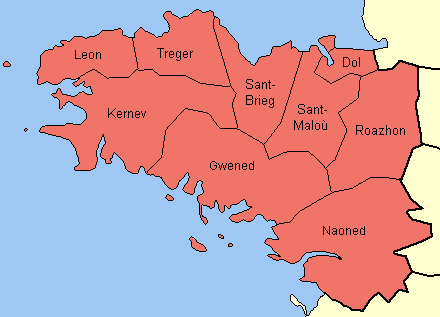
Les neuf anciens évêchés bretons.

- Paul Aurélien (Sant Paol), à Saint-Pol-de-Léon (Leon) ;
- Tugdual ou Tual (Sant Tudwal), à Tréguier (Treger) ;
- Brieuc (Sant Brieg), à Saint-Brieuc ;
- Malo (Sant Maloù), à Saint-Malo ;
- Samson (Sant Samzun), à Dol-de-Bretagne ;
- Paterne (Sant Padern), à Vannes (Gwened) ;
- Corentin (Sant Kaourintin), à Quimper (Kemper).

Ces lieux deviennent, par la suite, les sièges d'évêchés bretons, auxquels il faut adjoindre les diocèses de Nantes (Naoned) et de Rennes (Roazhon), pour constituer les 9 diocèses historiques de Bretagne (qui sont, pour la plupart, supprimés en 1790).
Historiquement, le Tro Breizh se fait en une fois (environ 600 kilomètres) ; aujourd'hui, il se fait en plusieurs années. En 2002, le Tro Breizh se déroule au pays de Galles, faisant symboliquement à l'envers le voyage des Gallois saints Paol, Brieuc et Samson. C'est un des rares pèlerinages circulaires au monde.
L'emprise massive de l'Église, avec un clergé en surnombre, se manifeste jusqu'au début du XXe siècle, comme l'atteste le vieux dicton « Ar Feiz hag ar yez a zo breur ha c'hoar e Breiz» (« la foi et la langue sont frère et sœur en Bretagne») que l'abbé Perrot, un des acteurs de premier plan du mouvement de revivalisme de la tradition bretonne, aime à répéter. Les patronages et les associations sportives catholiques connaissent un essor spectaculaire à partir de l'entre-deux-guerres, témoignant d'une civilisation paroissiale englobante.
Comme ailleurs en France, la pratique religieuse dans ce « bastion de chrétienté » décline fortement à partir des années 1965 (fin du Concile de Vatican II), les vocations deviennent rares et les églises se vident, sauf les dimanches et jours de fête. Deux tiers des Bretons se reconnaissent comme catholiques mais moins de 3 % (contre 20 % en 1960) disent fréquenter une église chaque dimanche. La Bretagne reste cependant une région fortement attachée à la religion à travers de nombreux pèlerinages et traditions bretonnes que l'Église contribue localement à perpétuer. La présence chrétienne continue de susciter la présence d'un patrimoine religieux important : cathédrales, enclos paroissiaux, chapelles, églises… Le journaliste Pierre-Yves Le Priol envisage la Bretagne du XXIe siècle comme un laboratoire de l'avenir du christianisme en France, avec des communautés chrétiennes ferventes dans les grandes villes (Vannes, Brest, Rennes…) et une résurgence de la culture folklorique, notamment à travers des pardons encore bien suivis mais principalement par des personnes plutôt âgées, et des expériences comme la Vallée des Saints.

### Toponymie
Sur le territoire breton, une grande partie de la toponymie est d'origine gauloise ou gallo-romane, voire française, cependant dans les territoires bretonnants, la majorité des noms de lieux est d'origine brittonique. La toponymie brittonique est souvent francisée, notamment dans les régions orientales où le breton a disparu depuis le Moyen Âge.

### Costumes

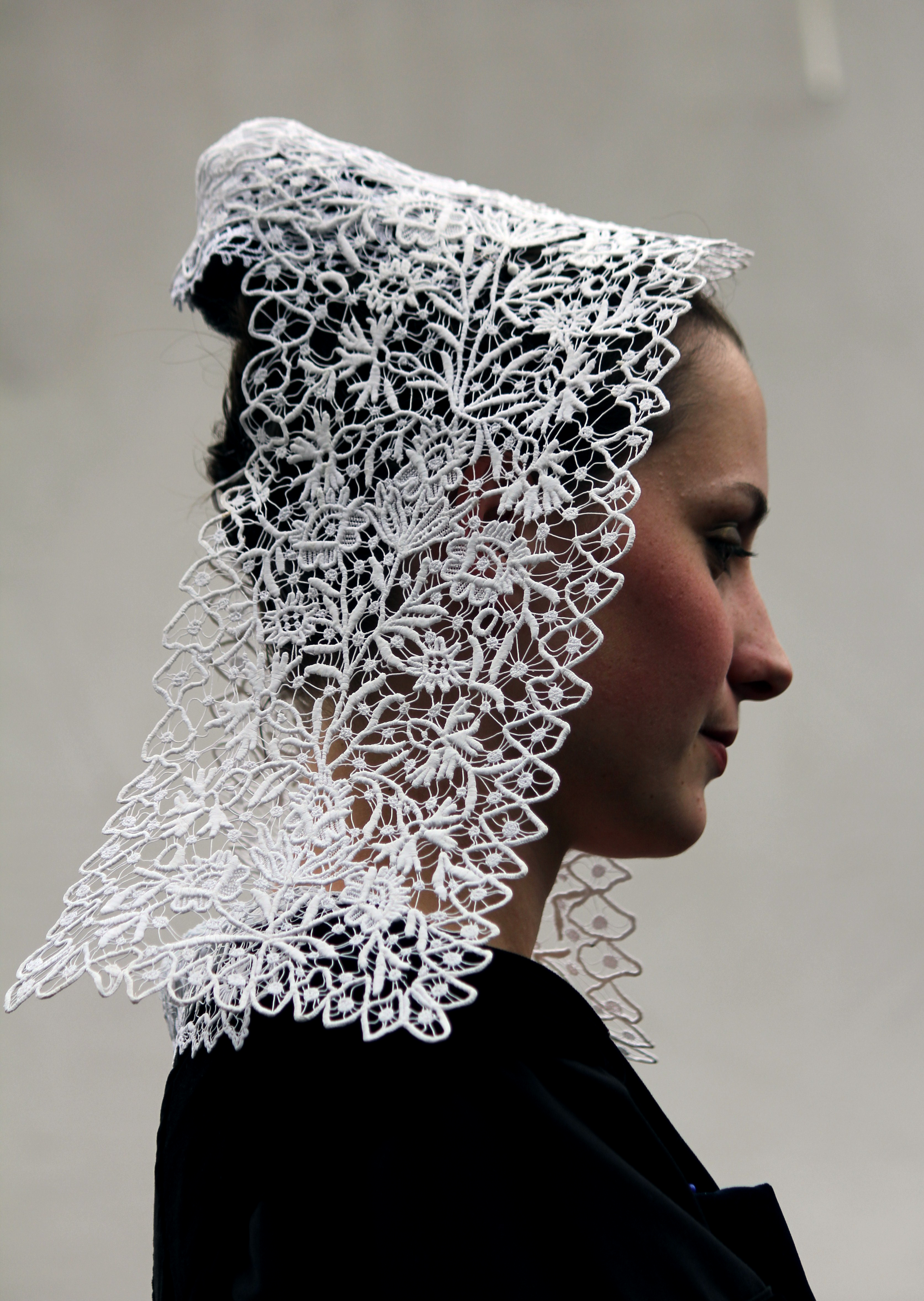
Coiffe de la région de Baud.

La Bretagne conserve la mémoire d'une grande variété de costumes traditionnels, signes d'identification à des « pays » ou terroirs. « Kant bro, kant giz » (« Cent pays, cent modes »), dit un proverbe. Ces costumes ne sont plus portés qu'à l'occasion des fêtes publiques (pardons, concours de danses et de chants, représentations). Une des caractéristiques les plus remarquables est la variété et la majesté des coiffes féminines, sortes de bonnets gracieux ornés de dentelle destinés à retenir et à cacher les cheveux.
Le Costume breton, et en particulier la Coiffe bigoudène, est souvent utilisé comme élément graphique, notamment par les publicitaires ou les caricaturistes, pour représenter les bretons bien que son usage soit tombé en désuétude.

### Gastronomie

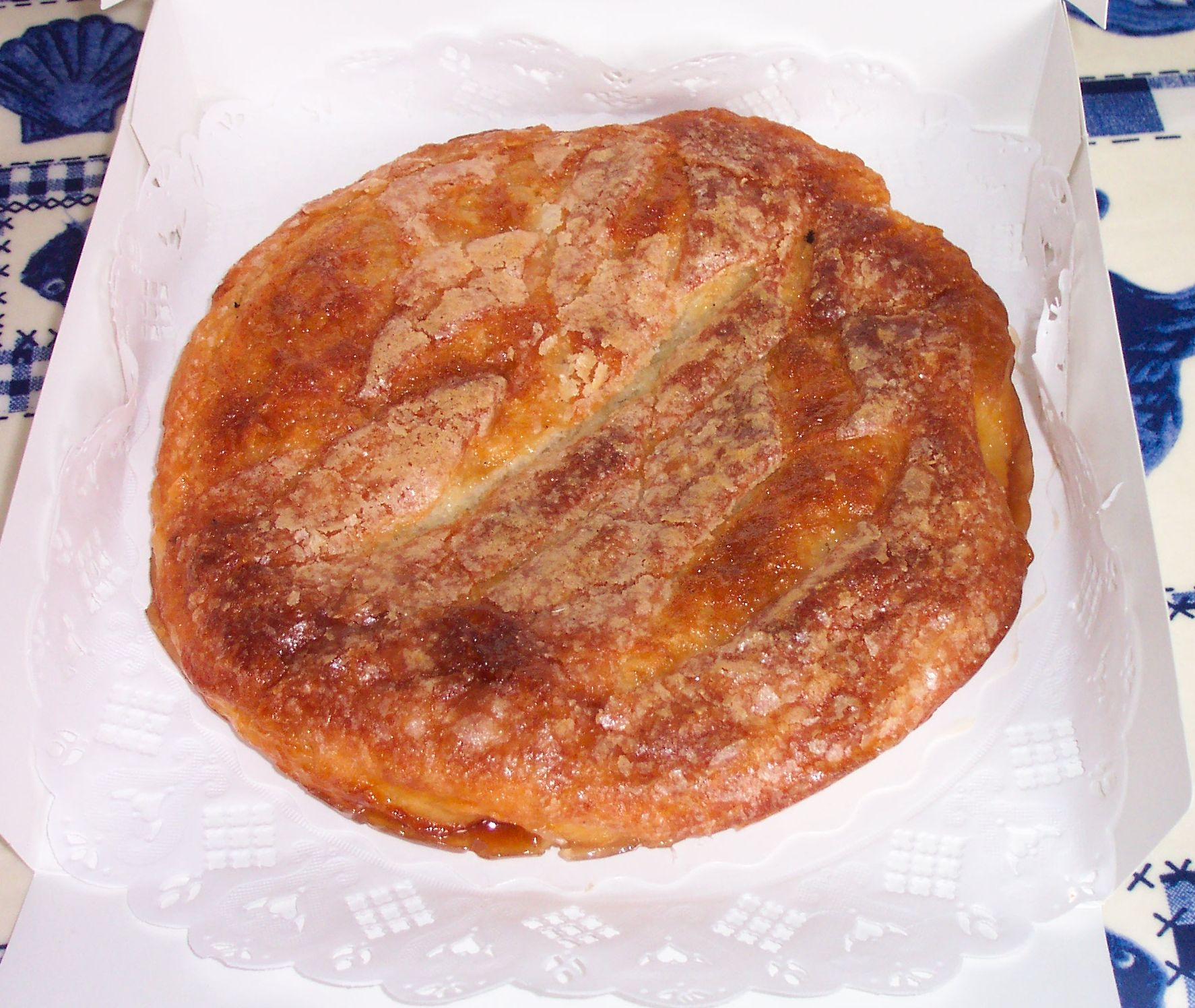
Kouign amann de Douarnenez.

Parmi les spécialités régionales on peut citer les crêpes, les galettes, le kouign amann (gâteau au beurre), le far breton, le Vitréais, le kig-ha-farz, le farz buan, les kouigns, le quatre-quarts, le palet, la cotriade ou la galette-saucisse. La région est également numéro un en France (à plus de 90 %) en production de certains légumes, comme les choux, vers Saint-Pol-de-Léon.

#### Produits de la mer
La cuisine fait une large part au beurre salé. La proximité des côtes et le climat font de la Bretagne une région riche en fruits de mer (crabes, crustacés, coquillages) et en poissons. Les produits de la pêche, souvent du jour, sont fortement représentés dans les étals des commerces. De même, au niveau semi-industriel, on trouve de nombreuses spécialités de la mer en conserve, souvent en provenance de secteurs proches : rouille, soupe de poisson, tourteaux, araignées de mer, concentré de poissons, produits élaborés des pêches, algues comestibles, etc.
L'ostréiculture est très présente en Bretagne, que ce soit à grande échelle en magasin, ou directement auprès des nombreux petits producteurs qui jalonnent les côtes, et qui pour la majorité vendent directement leur production dans leurs magasins, la plupart à proximité des petits ports.

#### Boissons

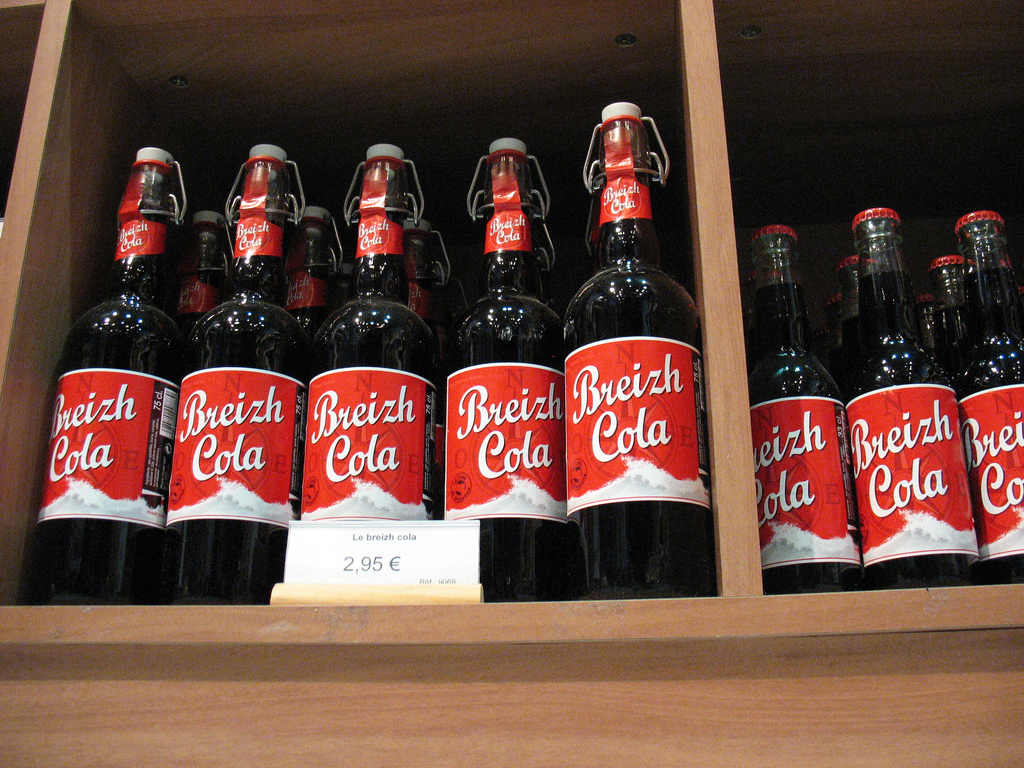
Breizh Cola.

La Bretagne est une région cidricole importante. Les Bretons affectionnent une sorte de kir appelé kir breton, mélange de crème de cassis et de cidre.
C'est aussi une région viticole ancienne, aujourd'hui essentiellement concentrée sur la région nantaise, où le vignoble le plus connu est le Muscadet). Elle produit également un hydromel appelé chamillard en gallo et chouchen en breton. Depuis quelques années la production de bières locales est en plein essor, avec, en 2016, 80 brasseries professionnelles qui proposent des bières classiques ou originales : cervoises, bières au sarrasin, au malt de whisky, à l'eau de mer. Enfin, quelques producteurs proposent des whiskies faits en Bretagne, dont certains médaillés lors de foires internationales et un whisky conçu à partir de sarrasin (blé noir).
Quelques brasseurs confectionnent des colas, tels le Breizh Cola de la brasserie Lancelot, largement diffusé hors de Bretagne, et le Britt Cola.

## Sports et jeux

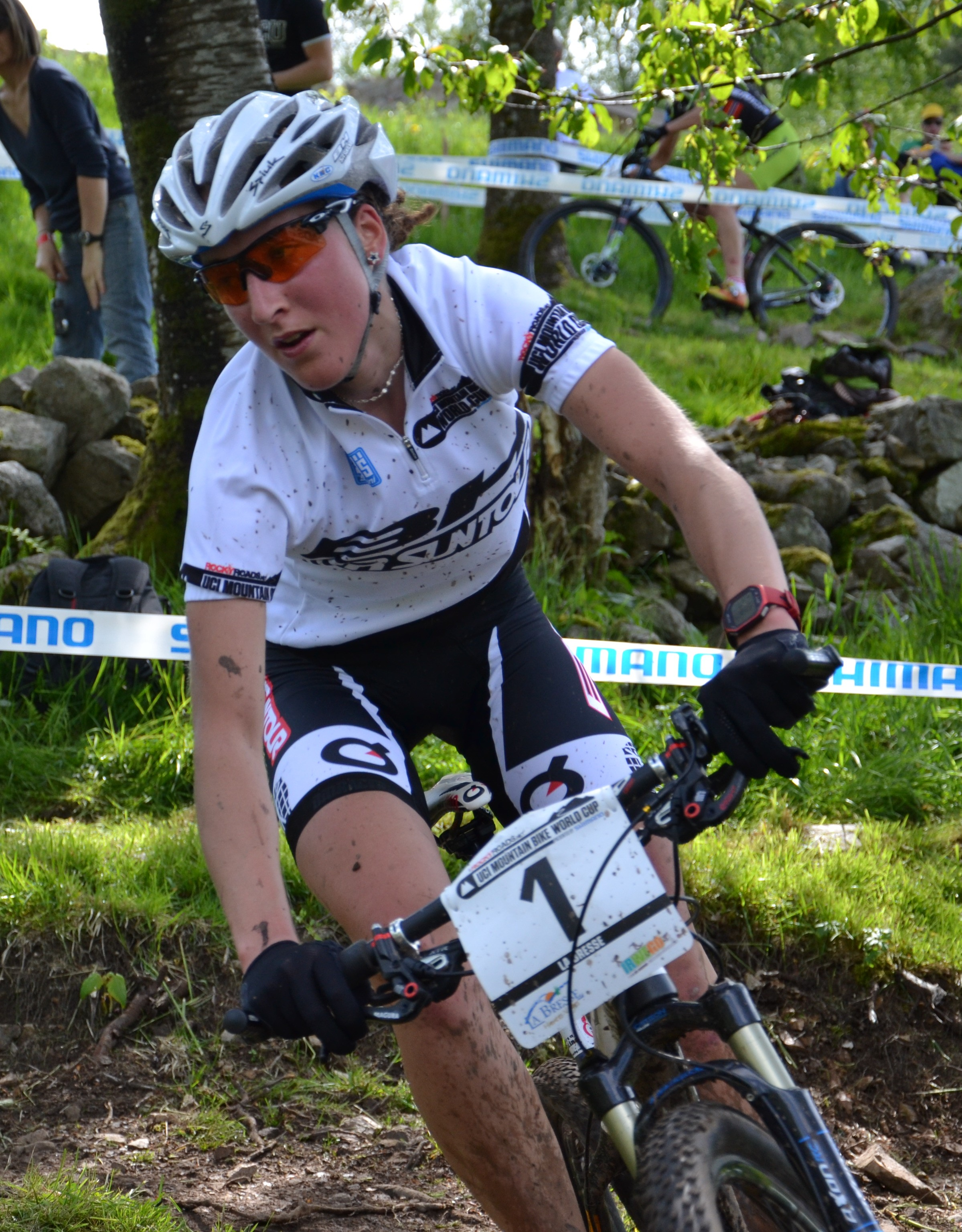
Julie Bresset, championne olympique de VTT lors des Jeux olympiques de Londres, une des personnalités liées au cyclisme breton.

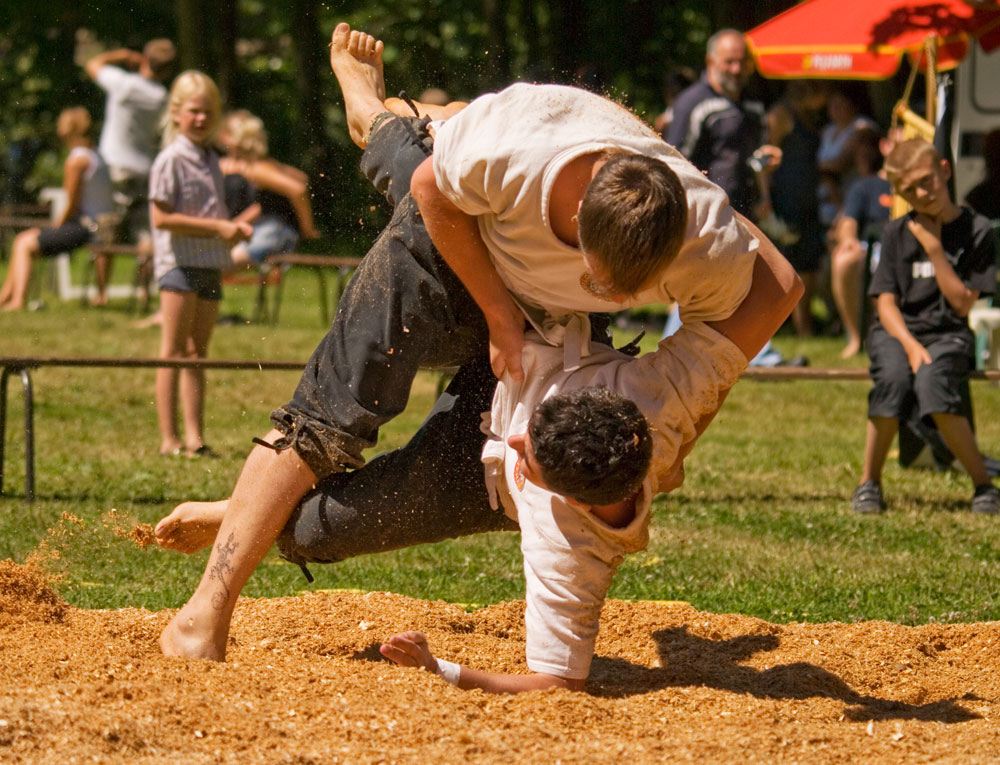
Deux combattants de Gouren pendant un combat.

Le football, le cyclisme et la voile sont les trois sports les plus populaires de Bretagne, qui comporte par ailleurs plusieurs sports régionaux comme le gouren.
En football, les clubs les plus connus sont le FC Nantes (huit fois champions de France et quatre coupes de France), le Stade rennais (trois coupes de France), le FC Lorient (une coupe de France), le Stade brestois, l'En Avant de Guingamp (deux coupes de France), l'US Concarneau, le Stade briochin et le Vannes OC. La Bretagne possède aussi sa propre équipe de football professionnel, l'équipe de Bretagne de football (BFA), sélection non officielle de footballeurs natifs ou originaires de Bretagne, placée sous l'égide de Bretagne Football Association (BFA).
Le cyclisme en Bretagne est marqué par des personnalités qui ont remporté plusieurs compétitions majeures. Quatre Bretons ont remporté le Tour de France cycliste, dont Bernard Hinault, Louison Bobet, Jean Robic et Lucien Petit-Breton. La région compte aussi Julie Bresset, championne olympique de VTT lors des Jeux olympiques de Londres, ainsi que des cadres dirigeants comme David Lappartient, président de l'Union cycliste internationale, Cyrille Guimard vainqueur du Tour de France cycliste comme directeur sportif à 7 reprises
Le rugby à XV reste un sport mineur en Bretagne. L'unique titre majeur d'un club breton est la victoire du Stade nantais UC lors de la Coupe de l'Espérance en 1915. Le Rugby club vannetais a évolué depuis 2016 jusqu'à la saison 2023-2024 en Pro D2. Le Rugby club vannetais est devenu à l'issue de la saison 2023-2024, le premier club de rugby breton à se hisser en Top 14.
Le sport traditionnel le plus connu est le gouren, nom breton de la lutte bretonne. Le football gaélique est présent au travers d'une dizaine de clubs dans la région. Parmi les jeux traditionnels, on peut citer la boule bretonne (boules en bois ou en terre cuite) et le jeu de palets ou galoche, surtout présent à l'est de la Bretagne.
Avec ses nombreux ports de plaisance, la Bretagne a également contribué au développement du nautisme. On peut citer par exemple Brest, La Trinité-sur-Mer dans le Morbihan, Lorient qui regroupe les principales écuries de course au large, ou bien encore Concarneau et les îles de Glénan, archipel situé à vingt kilomètres au large de Concarneau, site de la base nautique historique de la célèbre école de voile Les Glénans qui forme en croisière et en voile légère depuis l'après-guerre. Le marin breton le plus célèbre en la matière est Éric Tabarly, et le vainqueur du Vendée Globe 2016, Armel Le Cléac'h (également 2e des 2 précédentes éditions) est né à Saint-Pol-de-Léon.

## Emblèmes et symboles

### Le Gwenn-ha-du

Le Gwenn ha du.

Le drapeau de la Bretagne, dans sa version moderne (1923), est le Gwenn ha Du (en français : « Blanc et Noir »).
Le quart supérieur gauche reprend les armoiries de Bretagne : un semé de moucheture d'hermine. En héraldique, on dit « franc-quartier d'hermine plain », c'est-à-dire sans nombre précis. Habituellement, le drapeau en compte onze. Les bandes blanches et noires, selon l'explication la plus populaire, représentent les pays ou neuf évêchés de Bretagne : quatre pour les pays de langue bretonne et cinq pour les pays de langue gallo. Ces bandes sont dues à la volonté de créer un nouvel emblème pour rompre avec le vieux drapeau d'hermine, trop marqué par le mouvement régionaliste aristocratique, et que certains confondaient avec des fleurs de lys ; cette création s'inspire de la façon de construire les pavillons de marine au Royaume-Uni, aux États-Unis et en Grèce.
À l'origine, il s'agit de doter le mouvement Unvaniez yaounkiz Vreiz (Union de la jeunesse de Bretagne) d'un emblème ; une souscription est lancée, relayée par le journal Breiz Atao et, à sa sortie, il s'impose « comme l'emblème incontournable du Mouvement breton ». Le Gwenn ha du est créé par Morvan Marchal, architecte, militant anticlérical et nationaliste breton, et exposé pour la première fois en 1925, au pavillon de la Bretagne de l'exposition des arts déco, à Paris.
Aujourd'hui, ce drapeau flotte au fronton de nombreuses mairies et de certains bâtiments publics de Bretagne (par exemple le conseil départemental de la Loire-Atlantique). Quelques communes utilisent toujours l'ancien drapeau d'hermine[réf. nécessaire], que le succès du Gwenn-ha-du a marginalisé de même que le Kroaz du, le drapeau à croix noire sur fond blanc ou d'hermine.

### Autres drapeaux historiques

Flamme bretonne du XV selon une reconstitution du XVI (combat des Trente).

Le drapeau de la province de Bretagne en 1532.

Kroaz du, pavillon de la flotte bretonne du.

Parmi les emblèmes utilisés en Bretagne et permettant d'illustrer la naissance du Gwenn ha Du, la première référence évoque un « vert étendard aux sept saints de Bretagne » qui aurait été arboré à la fin du haut Moyen Âge d'après une version de la Chanson de Roland du XIe siècle.
Les emblèmes attestés sont les suivants :
- Les souverains bretons auraient peut-être utilisé un drapeau blanc traversé d'une bande rouge, simplification des bannières à dragon rouge[120] ;
- [Quand ?]À partir de Pierre Mauclerc, les ducs de Bretagne utilisent la bannière échiquetée au franc-quartier d'hermine ;
- En 1316, le duc Jean III modifie cette dernière au profit de la bannière d'hermine, que conserveront tous ses successeurs et qui restera par la suite le drapeau de la Bretagne jusqu'à son éviction par le Gwenn-ha-Du au XXe siècle. Durant la période ducale, les queues d'hermine de cet emblème ne sont en général pas coupées aux bords du tissu ou de l'écu, contrairement à l'« hermine plain » de l'héraldique française ;
- D'autres drapeaux, bannières ou étendards sont également utilisées pendant le Moyen Âge, notamment lors de la guerre de succession de Bretagne (1341-1364), les deux prétendants utilisent des flammes différentes, reprenant les couleurs aujourd'hui utilisées par le drapeau breton ;
- Une croix noire sur fond blanc est attestée par plusieurs sources aux XVe et XVIe siècles sur divers supports : étendard, pavillon, bouclier, vêtement… Ce drapeau est nommé Kroaz du, ce qui signifie « croix noire » en breton ;
- Du XVIe au XVIIIe siècle, l'amirauté de Bretagne conserve le pavillon de la flotte bretonne, le Kroaz du, une croix noire avec quatre puis un seul quartier d'hermine.

### L'écu d'hermine

Blason du duc de Bretagne Pierre de Dreux dit Mauclerc.

L'écu d'hermine forme les armoiries de la Bretagne depuis son adoption à la fin de l'année 1316. Il remplace un échiqueté au franc-quartier d'hermine : le duc baillistre de Bretagne, d'origine capétienne, Pierre de Dreux dit Mauclerc, étant cadet, a brisé les armes des Dreux (échiqueté d'or et d'azur) par un franc-quartier d'hermine. Ces armes, introduites en Bretagne en 1213, sont conservées par ses successeurs jusqu'à Jean III qui, en décembre 1316, adopte le semé d'hermine plain. Ces dernières deviennent le symbole héraldique du duché puis de la province de Bretagne jusqu'à la Révolution.
Plusieurs explications peuvent être avancées pour justifier ces modifications. La première est la perte de valeur de l'azur et de l'or. Au départ, avoir des armoiries d'azur et d'or est un symbole de puissance ; il est difficile est onéreux d'obtenir ces couleurs. Or, au début du XIVe siècle, les armoiries arborant l'azur et l'or sont courantes. Ensuite, l'échiqueté est "passé de mode" alors que les armoiries pleines, comme en France ou en Angleterre, sont symbole de puissance. En n'ayant plus des armoiries brisées, il y a l'idée d'une dynastie propre pour un État propre. Enfin, il est nécessaire de tenir compte des sentiments du duc Jean III à l'égard de sa belle-mère, Yolande de Dreux. Rompre avec ces armes historiques, c'est aussi rompre avec elle, qu'il ne porte pas dans son cœur.
Malgré la disparition de la Bretagne comme entité politique en 1790, l'écu d'hermine reste en usage jusqu'à aujourd'hui. Le conseil régional de la région administrative de Bretagne l'utilise parfois, sur les trains par exemple, après l'avoir intégré à son nouveau logo officielle, en remplacement d'un ancien à bande bleues et vertes.
Cet écu d'hermine est la source de toute l'emblématique bretonne : la bannière herminée donne le drapeau traditionnel, puis le franc-quartier du Gwenn-ha-Du ; Jean IV y puise sa devise personnelle, son ordre de chevalerie, sa livrée et le nom du château de sa capitale (Vannes/Gwened)[réf. nécessaire] ; ses couleurs sont reprises au XVe siècle par la croix noire. La moucheture d'hermine est déclinée sur toutes sortes de support…

### L'hermine héraldique
L'hermine héraldique, dont le motif répété est appelé « queue d'hermine », ou (plus héraldiquement) « moucheture d'hermine » apparait dans les armes de Bretagne avec l'arrivée de Pierre Mauclerc et des ducs capétiens. Dès le XVIe siècle, elle colonise les médailles, les papiers timbrés, les documents officiels et privés, les ex-libris, les façades et les cursives de nombreux bâtiments. En 1925, Morvan Marchal conserve les hermines heraldiques dans la conception de son drapeau, le Gwen ha Du.
Contrairement aux armoiries qui représentent la Bretagne elle-même, l'hermine est la marque de ce qui est breton. C'est ce qui la rend si populaire, au point que le président du conseil régional de la région Bretagne l'a choisie comme logo en septembre 2005. Citons également l'ordre de l'Hermine.

### L'hermine naturelle
L'hermine naturelle est l'animal proprement dit, revêtu, pour marquer la Bretagne, de la fourrure blanche qu'il arbore l'hiver dans les pays froids. Le duc Jean IV, à son retour d'Angleterre, à la fin du XIVe siècle, est le premier à en faire sa devise (ou badge).
Ensuite, elle apparaît sur les sceaux des ducs, puis des États de Bretagne, à la cathédrale Saint-Corentin de Quimper, sur les sablières d'églises, sur les châteaux des Montfort et un peu partout en support d'armoiries. Réactualisée en une bestiole sympathique, elle fait un retour en force ces dernières années[Quand ?], entre autres sur des maillots de football[Lesquels ?] ou des panneaux urbains.
Elle devient le symbole de la Bretagne car, selon une légende, lors d'une chasse qu'Anne de Bretagne effectue avec sa cour, une hermine parvient à échapper à la mort mais, acculée par un chemin marécageux, elle se laisse tuer plutôt que de se salir. La duchesse Anne, impressionnée par son attitude, recueille l'hermine et défend qu'on y touche. Elle devient l'emblème de la Bretagne pour son courage et donne naissance à la devise « Potius mori quam fœdari » (« Plutôt la mort que la souillure », en breton « Kentoc'h mervel eget bezañ saotret »). Selon les sources, le personnage cité[Lequel ?] peut aussi bien être Conan Mériadec ou le roi Barbe-Torte.[réf. nécessaire]

### Devise
Potius mori quam fœdari en latin, Kentoc'h mervel eget bezañ saotret en breton, parfois écourtée en Kentoc'h mervel (plutôt la mort que la souillure), qui fait référence à l'hermine qui préférerait, selon la légende, mourir plutôt que de tacher sa fourrure immaculée (voir supra la partie « hermine naturelle »). Cette devise est régulièrement utilisée par les régiments bretons, historiquement ou actuellement, ou par la Résistance.

### La couleur noire
L'Armes Prydein parle des « armées noires » des Bretons d'Armorique et le poème d'Ermold Le Noir évoque leurs boucliers ronds peints en noir. Le noir devient une constante dans l'emblématique bretonne, et c'est une couleur rare. Peut-on en conclure que l'entourage de Jean IV de Montfort ait connu ces textes anciens ou connu cette tradition par d'autres sources lors de leur choix du noir pour leurs troupes ? En tout cas de nos jours l'association de couleurs noir/blanc évoque toujours la Bretagne sur des maillots de sportifs ou des casaques.[réf. nécessaire]

### La cordelière
Dès le règne du duc François Ier, au XVe siècle, apparaît dans l'emblématique ducale une corde nouée en 8, appelée cordelière, écho de sa dévotion pour St-François d'Assise, son saint patron. La duchesse Anne érige en décoration cette cordelière héritée de son père et en fait un usage constant sur ses armoiries, ses manuscrits, le décor sculpté et le mobilier de ses résidences et de ses fondations religieuses… La reine Claude et le roi François Ier (fils de Louise de Savoie qui porte aussi les fameux « lacs d'amour » des ducs de Savoie) l'utilisent aussi, ainsi que plusieurs seigneurs et quelques villes bretonnes, dont Nantes. Cet emblème est repris par l'ordre de la Cordelière. Il a aussi donné son nom à la Cordelière, navire amiral de la flotte ducale.

### Le triskell

Le triskell.

On peut également citer le triskel (ou triskell), symbole à trois branches ancien et polysémique (symbolisant probablement des triades bardiques, une roue solaire ou les éléments primaires : l'eau, le feu et la terre) que l'on retrouve dans les cultures celtes comme dans de nombreuses autres cultures à travers les cinq continents. Accepté petit à petit comme emblème panceltique, voire comme breton, il devient très populaire depuis 1972, en Bretagne surtout et, notamment, dans la jeune génération de l'époque. Mais cette popularité s'étend à un certain degré ailleurs (territoire français, Espagne en particulier). De la mode de porter le triskel autour du cou, imitant Alan Stivell, ou brodé sur la manche, il se propage aux marques et au tourisme bretons.

### Hymne
Dans le cadre des premiers échanges interceltiques, François Jaffrennou s'inspire de l'hymne gallois (Hen WLad fy Nhadau) pour rédiger un hymne à la Bretagne avec des paroles en breton, le Bro gozh ma zadoù, qu'il publie en 1900. Cet hymne est repris par le courant nationaliste breton.

### Quelques autres emblèmes et symboles
Un certain nombre d'autres symboles, aussi importants et tout aussi répandus (sinon plus), identifient la Bretagne et les Bretons. On peut citer le chapeau breton à guides, la crêpe, la carte de la Bretagne avec ses différents pays, le menhir ou le dolmen, la galette de sarrasin, le calvaire, le pêcheur en ciré, la Bigoudène ou la Fouesnantaise en habits et coiffes traditionnels, le bol de cidre ; ils tiennent lieu dans l'imagerie populaire de marque de bretonnitude, sinon de bretonnerie.
Les lettres BZH (voir Breizh dans l'orthographe du breton) apparaissent comme abréviation pour Bretagne pour la première fois en 1967 comme macaron de véhicules automobiles. Ce signe distinctif, comme tous ceux portant confusion avec un signe officiel, est interdit plusieurs fois par arrêté, avant d'être complètement banalisé de nos jours. Début 2013, la Bretagne obtient la création d'une extension Internet « .bzh ».
En revanche, le personnage caricatural de Bécassine, créé à une époque coloniale peu respectueuse des minorités, est perçu comme dégradant et insultant par le mouvement breton. Il est mieux accepté de nos jours, où on peut le voir comme le symbole des petites gens quittant leur région pour trouver quelque emploi à Paris et qui sont légion dans la première partie du XXe siècle.
Du reste, dans les années 1970-1980, les Bretons se chargent de donner d'eux-mêmes une image plus juste et plus positive, avec les bandes dessinées Du Termaji chez les Penn-Sardinn, de Kerik (remplis d'expressions populaires de la région de Douarnenez), et Superbigou, de Stephan (en parler bigouden, mélange de français et de breton bigouden).
Depuis les années 2010, nombreux sont les bretons désirant la création d'un nouvel émoji Drapeau breton. Cette revendication est portée principalement par l'association www.bzh (qui s'occupe du nom de domaine .bzh). Grâce à eux a eu lieu une expérimentation de cet emoji du 13 janvier au 9 février 2020 sur Twitter (avec le hashtag #EmojiBZH)..